# 사우디아라비아
사우디아라비아 왕국(아랍어: ٱلْمَمْلَكَة ٱلْعَرَبِيَّة ٱلسُّعُوْدِيَّة, 영어: Kingdom of Saudi Arabia, KSA), 약칭 사우디아라비아(아랍어: ٱلسُّعُوْدِيَّة)는 중동 및 서아시아에 있는 전제군주국이다. 2,207,651km2 에 달하는 영토를 자랑하는 사우디아라비아는 아라비아 반도 대부분을 차지하는 서남아시아에서 가장 큰 아랍국가이며, 북아프리카를 포함한 전체 아랍권 국가들 중에서는 알제리에 이어 두번째로 면적이 넓은 국가이기도 하다. 사우디아라비아는 북쪽으로는 요르단과 이라크가 있으며, 북동쪽으로는 쿠웨이트가 있고, 동쪽으로는 카타르, 바레인, 아랍에미리트가 있으며 남동쪽에는 오만, 남쪽에는 예멘이 있다. 다만 이집트와 이스라엘과는 아카바 만으로 인하여 서로 분리되어 국경을 접하고 있지 않다. 사우디아라비아는 홍해와 페르시아 만에 둘다 해안선을 가지고 있는 유일한 나라이기도 하다. 사우디아라비아의 영토 대부분은 아라비아 사막과 산맥들로 구성되어 있다. 2018년 10월에 조사된 결과에 의하면 사우디아라비아의 경제는 중동에서는 가장 거대하고 세계에서도 18위권에 드는 규모다. 사우디아라비아는 세계에서도 가장 젊은 국가들 중 하나인데, 3,340만명에 달하는 인구 중 50%에 달하는 사람들이 25살 이하다.
현재 사우디아라비아가 세워진 곳은 고대 문명이 번성한 유서깊은 지역이다. 사우디아라비아의 고대 역사는 인류 역사의 여명기로 거슬러올라가며, 세계 제 2의 종교인 이슬람교도 바로 현재의 사우디아라비아의 메카 지역에서 7세기 초에 생겨났다. 이 때 이슬람교의 예언자 무함마드가 아라비아 반도의 사람들을 종교적으로 통일하고 동일한 이슬람 공동체로 묶었던 것이다. 무함마드가 632년에 세상을 떠나자, 그의 후계자들은 급격하게 영토를 늘려나갔고 이슬람교를 전 세계로 포교하기 시작하였다. 전성기 때에는 서쪽으로는 이베리아 반도의 상당 부분을 차지하기도 하였고, 동쪽으로는 파키스탄에 닿았다. 현재 사우디아라비아 지역에서 발흥한 아랍 왕조들에는 정통 칼리파조, 우마이야 칼리파조, 아바스 칼리파조, 파티마 칼리파조 등이 있으며, 그 외에도 무수한 아시아와 아프리카, 유럽의 이슬람 왕조들이 이 곳에서 번성하였다.
현재의 사우디아라비아는 크게 하자즈, 네지드, 동부 아라비아, 남부 아라비아, 총 이 4개의 지방들로 구성되어 있다. 사우디아라비아 왕국은 1932년에 이븐 사우드에 의하여 건국되었는데, 그는 1902년부터 원정을 펼쳐 4개의 지방들을 하나의 국가로 묶었다. 사우디아라비아는 현재도 절대적인 전제군주정으로, 이슬람교를 믿는 사우드 가문에 의하여 국왕직이 세습되는 구조이다. 극보수적인 와하비즘과 수니파가 사우디아라비아의 주류 문화를 장악하고 있으며, 석유와 천연가스 수출을 통해 벌어들인 자금을 가지고 이 사상을 전세계로 퍼뜨리고 있는 실정이다. 사우디아라비아는 종종 ‘2개의 신성한 모스크의 땅’이라고 불리기도 하는데, 이는 메카에 있는 알 마스지드 알하람과 메디나에 있는 알 마스지드 안 나바위, 이 2개의 사원이 이슬람교 전체에서 가장 신성한 모스크들이기 때문이다. 사우디아라비아의 공식 언어는 아랍어이다.
1938년 3월 3일에 사우디아라비아에서 석유가 발견되었고, 이후 연이어 유전들이 발견되었다. 사우디아라비아는 그 이래 세계에서 2번째로 석유를 많이 생산하는 나라로 떠올랐고, 세계에서 2번째로 많은 석유 매장량과 6번째로 거대한 천연가스 매장량을 자랑하고 있다. 하지만 유전 발견이 줄고 급속도로 발전하는 자국경제에 못 따라간 석유생산량에 의하여 심각한 경제난에 시달리고 있다. 사우디아라비아는 세계은행으로부터 고소득 국가로 분류되었고, 인간개발지수도 높은 편을 보이고 있다. 또한 아랍 국가로는 유일하게 G20에 가입한 나라이기도 하다.
사우디아라비아는 예멘 내전 개입, 이슬람 테러리즘 후원 의혹, 특히 심각한 여성 인권 침해와 시민권 탄압, 사형제의 남용, 무신론자와 종교적 소수자에 대한 국가적 탄압, 국가적인 인종차별주의와 반유대주의, 샤리아법의 엄격한 적용 등으로 전세계적인 비판을 받고 있기도 하다.
사우디아라비아는 국가 GDP의 8%를 군대에 쏟아부으며, 이는 오만 다음으로 세계에서 가장 높은 수치로 세계에서 3번째로 많은 양의 자금을 국방비에 투자하는 나라이기도 하다. 사우디아라비아는 2015년부터 2019년까지는 세계에서 제일가는 무기 수입국이었으며, 중동으로 수출하는 미국 무기들 중 절반을 사우디아라비아에서 수입했으며 세계에서 28번째로 군사화된 나라며 군장의 질도 이스라엘 다음으로 세계에서 최고로 우수한 편이다. 그러나 최근 들어서는 예멘 내전 간섭 등의 행동으로 인하여 국제적으로 사우디아라비아에 무기를 수출하는 것에 대한 비판이 고조되고 있으며, 특히 언론인 자말 카슈끄지가 살해당한 이후 그 목소리는 더 커지고 있다.

## 역사

### 이슬람
이슬람교가 태어나기 이전, 현재 사우디아라비아가 있는 아라비아 반도 지역은 소수의 부족들이 살아가고 있는 사막 지대였다. 그러던 중 이슬람교의 선지자 무함마드가 571년에 메카에서 태어났고, 7세기 초 경에는 무함마드가 자신이 신의 계시를 받았다고 주장하며 아라비아 반도의 다양한 부족들을 통일하고 동일한 이슬람교 공동체를 창조해내었다. 632년에 무함마드가 세상을 떠난 이후, 무함마드의 후계자들은 세력을 급격히 확장하여 서쪽으로는 이베리아 반도에서 동쪽으로는 파키스탄까지 수십년 만에 빠르게 영토를 늘리었다. 아라비아는 얼마 지나지 않아 무슬림 세계의 정치적, 종교적인 중심으로 떠올랐으며, 이슬람교는 이에 힘입어 세계 곳곳으로 빠르게 퍼져나갔다.
아랍인들은 현재의 사우디아라비아의 하자즈 지방에 라쉬둔 칼리파조, 우마이야 칼리파조, 아바스 칼리파조, 파티마 칼리파조 등을 세웠다. 10세기부터 20세기 초까지, 메카와 메디나 지방은 메카의 샤리프라고 하는 토착 지배자가 통치하였다. 허나 대부분의 경우, 메카의 샤리프들은 바그다드, 카이로, 이스탄불 등에 위치한 제국들의 간접적인 통치를 받았으며, 사우디아라비아가 세워지기 직전까지도 전통적인 토후국들이 갈래갈래 나뉘어 아라비아 반도를 각자 통치하고 있었다.
10세기에는 전반적으로 시아파의 한 부류인 이스마일파 계열의 까라마타파가 페르시아 만에서 가장 강력한 세력이었다. 그러나 930년경, 까라마타파는 메카를 침공하여 약탈하였고, 특히 이 과정에서 메카의 카바에 박혀있는 ‘검은 돌’을 훔쳐가면서 이슬람 세계의 공적으로 변해버리고 말았다. 결국 1077년, 아랍의 압둘라 빈 알리 알 우유니가 셀주크 제국의 도움을 받아 바레인 지방에서 까라마타파를 꺾고 우유니드 왕조를 세웠다. 우유니드 제국은 후에 시리아의 사막까지 영토를 확장하며 전성기를 구가하였으나, 1253년 경에 유스푸리드 왕조가 들어서며 멸망하였다. 한편 유스푸리드 왕조는 1320년에 페르시아인의 침공으로 세가 크게 약해졌고, 14세기에 이르자 자와니드 왕조가 동부 아라비아를 지배하였다. 얼마 지나지 않아 15세기에 자브리드인들이 자와니드를 몰아내고 호르무즈 지방에서 대대적인 전쟁을 벌였으며, 이 전쟁은 1507년에야 끝났다. 이후 아라비아 반도의 아랍인들은 점차 오스만 제국의 통치 하로 들어가기 시작하였고, 17세기에 소규모의 반란이 있었으나 나중에는 이들조차 모두 오스만 제국군에 의하여 진압되었다.

### 오스만 제국
16세기, 오스만 제국은 홍해와 페르시아 만까지 그 영토를 확장하였고, 술탄제를 선포하며 포르투갈인들의 홍해와 인도양 침입을 막아내었다. 오스만 제국은 이후 대략 400여 년 동안 중앙 정부의 권력이 세거나 약해짐에 따라 아라비아 반도 지역에 다양한 정책들을 실시하였다. 이러한 일관적이지 못한 정책들은 이후 20세기의 아라비아 반도의 불확실성을 강화시켰고, 부족들간 분쟁을 심화시키는 결과를 낳았다.

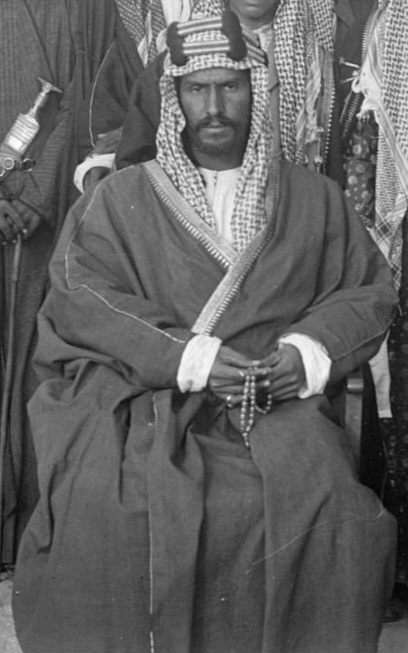
이븐 사우드, 사우디아라비아의 첫 국왕

### 사우드 가문
현재의 사우디아라비아의 왕실인 사우드 가문은 1744년, 중앙 아라비아의 네지드 지방에서 발흥하였다. 가문의 시조인 무함마드 이븐 사우드는 종교 지도자이자 이슬람 극단주의 운동인 와하비즘의 창시자인 무함마드 이븐 압둘 와하브와 힘을 합쳤는데, 이 18세기에 맺어진 동맹은 사우디아라비아의 후대의 팽창 정책과 현재의 엄격한 전제군주정의 토대가 되어주었다.
사우디 제 1왕국, 또다른 이름으로는 디리야 토후국은 1744년에 현재의 리야드 근처에 성립되었고, 빠르게 팽창하여 1803년에는 메카를 공격하여 얻어낼 정도로 번성하며 현재의 사우디아라비아 지방 대부분을 장악하는 데에 성공하였다. 그러나 이에 위협을 느낀 오스만 제국에 의하여, 1818년에 이집트 총독인 알리 파샤의 공격을 받고 1818년에 멸망하고 말았다. 하지만 19세기 들어 오스만 제국이 과거의 영광을 잃고 쇠퇴하자 사우드 가문은 또다시 국가를 세워 이를 사우디 제 2왕국이라 칭했다. 사우디 제 1왕국보다 훨씬 작은 규모의 사우디 제 2왕국은 네지드 지방에 위치하였는데, 1824년에 건국되었다. 이후 19세기 내내, 사우드 가문은 현재 아랍에미리트의 왕실 가문인 라시드 가문과 내분을 벌이기 시작하였고, 결국 오스만 제국의 지원을 받은 라시드 가문이 내분에서 승리하며 사우드 가문과 알 사우드는 1891년에 쿠웨이트로 피난가 후일을 도모하고자 하였다.
20세기 초, 오스만 제국은 여전히 아라비아 반도 대부분의 지방에 통치권을 행사하고 있었다. 아라비아는 점차 제국의 통치에서 벗어나고자 하는 독립의 움직임이 강해졌고, 부족장들이 모여 조직적으로 대항하기 시작하였다. 1902년, 압둘 라흐만의 아들인 압둘 아지즈, 후에 이븐 사우드라 불리는 인물이 리야드의 통치권을 다시 되찾았고, 사우드 가문을 네지드로 귀환시키는 데에 성공하였다. 이후 이븐 사우드는 사우디 제 3왕국을 세웠다. 이븐 사우드는 와하비즘 영향을 받은 부족군대 이크완의 지지를 받았고, 이븐 사우드는 이들의 도움을 받아 1913년에 알 아샤 지역을 오스만 제국으로부터 강탈하는 데에 성공하였다.
1916년, 메카의 샤리프였던 후세인 빈 알리는 제1차 세계대전에서 오스만 제국과 전쟁을 벌이고 있던 영국의 도움을 받아 범아랍적인 반오스만 투쟁을 벌이기 시작하였고, 통일된 아랍 국가를 만들어내기 위하여 노력하였다. 이후 세계대전에서 오스만 제국이 패하자 결국 오스만 제국은 아라비아에서 패퇴할 수 밖에 없었고, 후세인 빈 알리는 헤자즈 왕국의 왕으로 등극하였다.
이븐 사우드는 아랍에서 일어난 반란에 참여하기를 꺼렸고, 대신 알 라시드 가문과의 투쟁을 계속하였다. 이후 알 라시드 가문을 꺾은 이븐 사우드는 네지드의 술탄직을 1921년에 얻어내었고 이크완의 지지를 등에 업고 후세인 빈 알리의 헤자즈 왕국을 1925년에 복속시키는 데에 성공하였다. 1926년 1월에 이븐 사우드는 스스로를 헤자즈의 왕으로 선포하였고, 이후 네지드의 국왕도 겸직하였다. 약 5년 동안 이븐 사우드는 헤자즈 왕국과 네지드 왕국을 따로따로 다스렸다.
헤자즈 왕국을 정복한 이후, 이크완들의 목표는 와하비즘의 세력들을 영국의 쿠웨이트, 이라크, 요르단 보호령 등지로 확장하는 것으로 바뀌었고, 얼마 지나지 않아 이들은 점차 영국령을 공격하기 시작하였다. 이는 이븐 사우드의 급격한 반대를 일으켰는데, 이는 이븐 사우드가 영국과의 직접적인 충돌이 얼마나 위험한지 잘 알고 있었기 때문이었다. 이와 동시에 이크완과 이슬람 과격주의 세력들은 현대화와 외국인들의 이주를 장려하는 듯한 이븐 사우드의 국내 정책에 실망하였고, 결국 이븐 사우드에게 등을 돌렸다. 허나 이들은 1929년에 결국 사빌라 전투에서 진압되었고, 지도자들은 모두 처형되었다. 1932년 9월 23일, 헤자즈 왕국과 네지드 왕국은 서로 통합되어 사우디아라비아 왕국이 공식적으로 성립되었고, 현재 사우디아라비아에서는 이날을 건국기념일로 기리고 있다.

### 통합 이후
헤자즈 왕국과 네지드 왕국이 통합되어 새로운 사우디아라비아 왕국이 건국되기는 하였으나, 왕국은 제한된 농업과 일부 산업에만 근근히 의존하고 있던 형국이었다. 하지만 그러던 와중에 1938년에 초대규모의 유전이 알 아샤와 페르시아 만 인근 지방에서 발견되었고, 1941년에는 미국 계열 회사인 아람코의 주도 하에 대대적으로 석유가 시추되기 시작하였다. 석유는 사우디아라비아에게 막대한 부를 가져다 주었고, 국제적 위상을 한순간에 엄청난 규모로 드높였다.
사우디아라비아의 경제 수준이 비약함에 따라 문화도 빠르게 발전하였는데, 특히 헤자즈 지방에서 언론과 라디오가 활성화되며 그 중심지가 되었다. 허나 석유 산업으로 인하여 수많은 외국인들이 사우디아라비아 내부로 쏟아져 들어오자 안그래도 만연하였던 제노포비아가 사우디아라비아 국민들 사이에서 더더욱 심화되었고, 그 와중에 정부는 낭비와 실패를 반복하며 막대한 양의 국가 부채를 만들어내고 외국에서 어마어마한 양의 빚을 들여오게 되었다.
1953년, 사우드 빈 압둘아지즈 알사우드가 국왕직을 물려받았고, 1964년에 이복형제인 파이살 빈 압둘아지즈 알사우드가 그를 쫓아내고 대신 3대 국왕으로 즉위할 때까지 재위하였다. 1972년에는 사우디아라비아 정부가 아람코의 지분들 중 20%를 소유하게 되었고, 사우디아라비아의 원유에 대한 미국의 영향력을 줄이고자 노력하였다.
1973년에는 사우디아라비아가 욤키푸르 전쟁에서 이집트와 시리아에 맞서 이스라엘을 지지한 서방국가들에 대한 보복으로 오일 대란을 일으켰다. 유가는 즉시 엄청난 가격으로 상승하며 세계적으로 대대적인 오일 파동을 불러왔다. 그러나 1975년에는 파이살 국왕이 그의 조카인 파이살 빈 무사이드에 의하여 암살당했으며, 그의 이복형제인 칼리드 빈 압둘아지즈 알사우드가 사우디아라비아의 4대 국왕으로 즉위하였다.
사우디아라비아는 1976년에 세계에서 가장 거대한 석유 생산국이 되었고, 칼리드 국왕의 재위기에 사우디아라비아는 엄청나게 빠른 속도로 경제적, 사회적 발전을 경험하며 국가의 인프라와 교육 시스템 자체를 재정비하였다. 외교적으로는 미국과 더욱 긴밀해졌다. 1979년에는 2개의 사건이 연이어 터지며 사우디아라비아 정부의 심기를 건드렸는데, 하나가 이란에서 일어난 이란 혁명이었는데, 시아파가 주도한 이란 혁명의 열기를 이어받아 사우디아라비아 동부에 집단적으로 거주하는 국내 시아파가 반란을 일으켜 중앙정부를 흔들까 두려워했기 때문이었다. 이 때문에 실제로 1979년 카티프에서 반란이 일어나기도 하였다.
2번째 사건은 이슬람 극단주의자들이 메카에 있는 대모스크를 강제로 점거한 사건이었다. 이 극단주의자들은 사우디아라비아 정부가 벌이고 있는 ‘반이슬람적’ 행동에 격분했다고 주장하였으며, 정부의 부정부패를 일소해야 한다고 주장하였다. 정부는 10여일이 지나고 나서야 대모스크를 탈환하는데에 성공하였으며, 이 극단주의자들은 모두 처형되었다. 이로 인하여 사우디 왕가는 영화관의 문을 닫는 등 이전보다 훨씬 더 엄격한 이슬람 율법을 사회적으로 적용하기 시작하였고, 정부 내에서도 이슬람 율법학자들에게 더 많은 권력을 부여하는 등 이슬람계의 반발을 무마하려 들었다. 그러나 이 두 조치 모두 이슬람 극단주의가 국내에서 더더욱 창궐하는 것을 막지는 못하였다.
1980년대에 사우디아라비아는 아람코의 미국 지분을 모두 사들였다. 칼리드 국왕은 1982년 6월에 심장마비로 사망하였고, 그 뒤를 이어 파흐드 빈 압둘아지즈 알사우드 국왕이 즉위하였다. 그는 ‘2개의 신성한 모스크의 수호자’라는 칭호를 자신의 이름에 추가하였으며, 이슬람계의 반발을 받아들여 ‘전하(Majesty)’라는 호칭을 신에게만 쓸 수 있도록 하였다. 파흐드는 미국과 긴밀한 관계를 유지하였고, 여전히 막대한 양의 미국제와 영국제 무기들을 사들였다.
석유 생산으로 벌어들인 막대한 재원은 사우디아라비아 사회에도 큰 영향을 불러일으켰다. 기술적으로도 급격한 현대화가 이루어졌고, 도시화, 대규모 공공 교육과 새 미디어들이 신설되었다. 이러한 발전들과 급격하게 증가한 외국인 노동자들의 존재는 전통적인 사우디아라비아의 전통에도 영향을 미쳤다. 사우디아라비아는 사회적, 경제적으로는 크게 발달하였으나 정치적으로는 여전히 사우드 왕가가 모든 권력을 독점하며 국정에 참여하고자 하는 모든 자국민들을 배제해버리는 후진적인 체제가 지속되었다.
1980년대에 사우디아라비아 정부는 250억 달러를 쏟아부어 사담 후세인을 이란-이라크 전쟁에서 지원하였다. 그러나 사우디아라비아는 이라크가 1990년대에 쿠웨이트를 침공한 것에 대하여 국제적으로 비난을 받았고, 결국 미국의 참전을 요청하였다. 파흐드 국왕은 미군과 연합군들이 사우디아라비아에 주둔할 수 있도록 허가하였다. 그는 쿠웨이트 정부 요인들과 국민들을 사우디아라비아로 초대하였으나, 예멘과 요르단은 이라크를 지지했다는 이유로 국외로 쫓아냈다. 1991년에는 사우디아라비아 군대가 쿠웨이트를 해방시키기 위하여 이라크 공습과 지상전에 모두 참여하기도 하였다.
이 시기 들어, 사우디아라비아와 서방 세계와의 공조는 극단적인 이슬람계와 샤리아 동조자들의 반발을 불러왔고, 점차 사우디아라비아 국적의 테러리스트들이 국내외적으로 많이 등장하기 시작하였다. 오사마 빈 라덴은 1994년에 시민권을 박탈당하기 전까지 사우디아라비아 시민이었고, 2000년에 예멘의 아덴에서 미국 군함을 공격하고 2001년 9월 11일에는 뉴욕의 세계무역센터를 테러하며 국제적으로 엄청난 충격을 주었다. 이슬람 테러리스트들의 주장에 동의하지 않는 국민들조차, 친서방적인 외교 기조를 추구하는 정부의 입장에 딱히 동조하지는 않았다.
이슬람이 유일한 사우디아라비아의 문제점은 아니다. 사우디아라비아는 매우 부유한 국가이기는 하지만, 그 국부는 거의 정체되어 있으며 높은 세율과 실업율로 인하여 사회 불만이 쌓이기 시작한 것이다. 이 때문에 사회가 불안정해지기 시작하였으며, 자연스레 왕가에 대한 불만이 터져나오기 시작하였다. 결국 파흐드 국왕은 일련의 ‘개혁’조치들을 반포하였으며, 1992년 3월에는 기본법을 소개하며 지도자로서의 임무와 책임을 강조하였다. 파흐드 국왕은 60명의 의원들과 의장으로 구성된 국정자문회의(Majlis Ashura)와 같이 의회와 비슷한 기구를 처음으로 출범시켰으나, 이 의원들은 모두 국왕이 임명하며 실제 권한은 얼마 없다는 점에서 한계를 지녔다. 국왕의 의도는 최대한 반대파의 목소리를 듣는 척하며 실제로 변화는 최소화하려 했던 것이다. 파흐드 국왕은 ‘선거에 기반한 제도는 우리의 의논에 기반한 이슬람적 신념에 어긋난다’라고 발언하면서 자신이 민주주의에 대한 생각이 전혀 없음을 분명히 하였다.

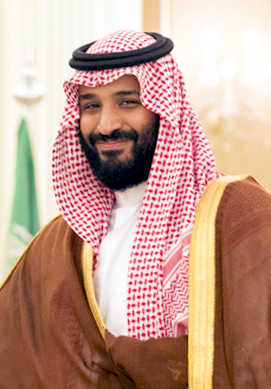
무함마드 빈 살만 알사우드

1995년, 파흐드 국왕은 심장 발작에 시달렸고 왕세자인 압둘라 빈 압둘아지즈 알사우드가 섭정을 맡았다. 그러나 압둘라 왕세자의 권한은 파흐드 국왕의 형제들에 의하여 제한되었고, 1990년대부터 점차 불화의 징조가 쌓이기 시작하였고 2003년과 2004년에는 리야드와 제다 등지에서 살상전이 벌어지기도 하였다. 2005년 2월부터 4월까지, 사우디아라비아에서 처음으로 전국적인 지방 선거가 열렸다. 다만 여성들은 투표권이 허락되지 않았다.
2005년, 파흐드 국왕이 사망하였고 그 뒤를 압둘라 왕세자가 이었다. 그는 정책 기조를 바꾸지 않고 반발 세력들을 억압하며 개혁 조치는 최소화하려 노력하였다. 그는 규제를 완화하고 해외 투자와 사유화를 장려하며 경제적 개혁을 일부 실시하여 석유에 지나치게 의존한 경제 구조를 바꾸려 시도하였다. 2009년 2월, 압둘라 국왕은 사법, 군대 체계도 개혁하겠다고 선언하였고 사법계의 원로들과 무타완(종교 경찰)들을 조금 더 온건한 성향의 인사들로 임명하였다. 또한 처음으로 여성 장관을 내각에 임명하기도 하였다.
2011년 1월 29일, 수백명의 시위자들이 제다에 모여 사우디아라비아에서는 보기 드문 반정부 시위를 벌였다. 이들은 11명이 죽은 제다의 홍수 사건 이후 나아지지 않고 있는 제다의 빈약한 인프라 제도를 비판하였다. 경찰은 곧바로 개입하여 15분 만에 이들을 진압하였고, 30명에서 50명에 달하는 인원들을 체포하였다.
2011년 이래, 사우디아라비아는 아랍의 봄 사태를 크게 의식하고 있었다. 압둘라 국왕은 2011년 2월 22일에 360억 달러에 달하는 돈을 시민들에게 풀었고, 이 중 10.7억 달러는 주택 문제에 쏟아부었다. 다만 이때에도 몇몇 금융 사기범들이 풀려난 것 이외에도 정치적인 개혁 조치는 전혀 이루어지지 못했다. 같은 해 3월 18일에는 압둘라 국왕이 930억 달러에 달하는 재정 지원 조치를 쏟아냈고, 50만 명에게 670억 달러를 주며 새로운 집을 제공하였고 6만 개가 넘는 새로운 직업들을 창출하여 시민들의 불만을 무마하였다.
2011년에 열린 지방선거에서는 오직 남성들만 투표권이 있었던 것과 달리, 압둘라 국왕은 2015년 지방선거에서 여성들의 참정권과 투표권을 허가하였고 의회에도 여성 의원들을 선출하는 것을 허가하였다. 사우디아라비아 정부는 2001년부터 광범위한 인터넷 감시를 해오고 있다. 대부분의 검열조치는 2개의 사항에 해당되는데, 하나는 ‘부도덕적’인 것으로 예를 들어 음란물이나 이슬람 수니파의 교리들에 반발하는 내용의 웹사이트들을 모두 차단한다. 나머지 하나는 사우디아라비아 정권과 왕가에 비판하는 자들을 차단하고 검열하는 데, 보통 이쪽이 훨씬 더 까다롭게 처리하는 경우가 잦다. 2015년 1월 23일, 압둘라 국왕은 폐렴으로 사망하였고 그의 뒤를 이어 살만 빈 압둘아지즈 알사우드 국왕이 즉위하였다. 2017년 들어서는 노회한 살만 빈 압둘아지즈 알사우드 국왕 대신 그의 아들인 무함마드 빈 살만 알사우드 왕세자가 국정을 지휘하고 있으며, 그는 현재까지도 막강한 권력을 휘두르며 'Mr. Everything'라는 별명을 얻기도 하였다.

## 국기
사우디아라비아의 국기에는 쿠란의 구절이자 이슬람의 다섯 기둥의 하나인 샤하다가 쓰여있다.
아랍어: أشهد أن) لا إله إلاَّ الله (و أشهد  أن) محمد رسول الله) → 알라 외에는 신이 없으며, 무함마드는 그의 사도이다.

이 구절은 이슬람에서 가장 신성시 되므로 사우디아라비아는 조기를 게양하지 않는 몇 안 되는 나라 중 하나이다. 국기의 샤하다 구절 아래에 그려진 검은 와하브 왕국의 국왕 이븐 사우드가 추가한 것으로, 잠정적으로 알라와 이슬람 율법을 수호하고 이교도(기독교, 유대교 등 적대세력)로부터 알라와 이슬람을 사수한다는 의미를 담았다. 국기를 게양할 때 항상 검날 끝은 깃대 방향으로 위치한다. 따라서 뒷면은 앞면의 검이 뒤집힌 형태이다. 또한 국기의 바탕색인 녹색은 이슬람교에서 신성시하는 색으로, 경전 꾸란에 의하면 천국으로 간 자들은 모두 녹색 옷을 입고 다닌다고 전해진다.
2007년 8월, 미군은 아프가니스탄에서 민사작전의 일환으로 세계 여러 나라의 국기가 그려진 축구공을 헬리콥터에서 투하했는데, 사우디아라비아의 국기가 그려진 축구공이 샤하다를 발로 차라는 의미로 받아들여져 신성 모독으로 비판을 받았다.

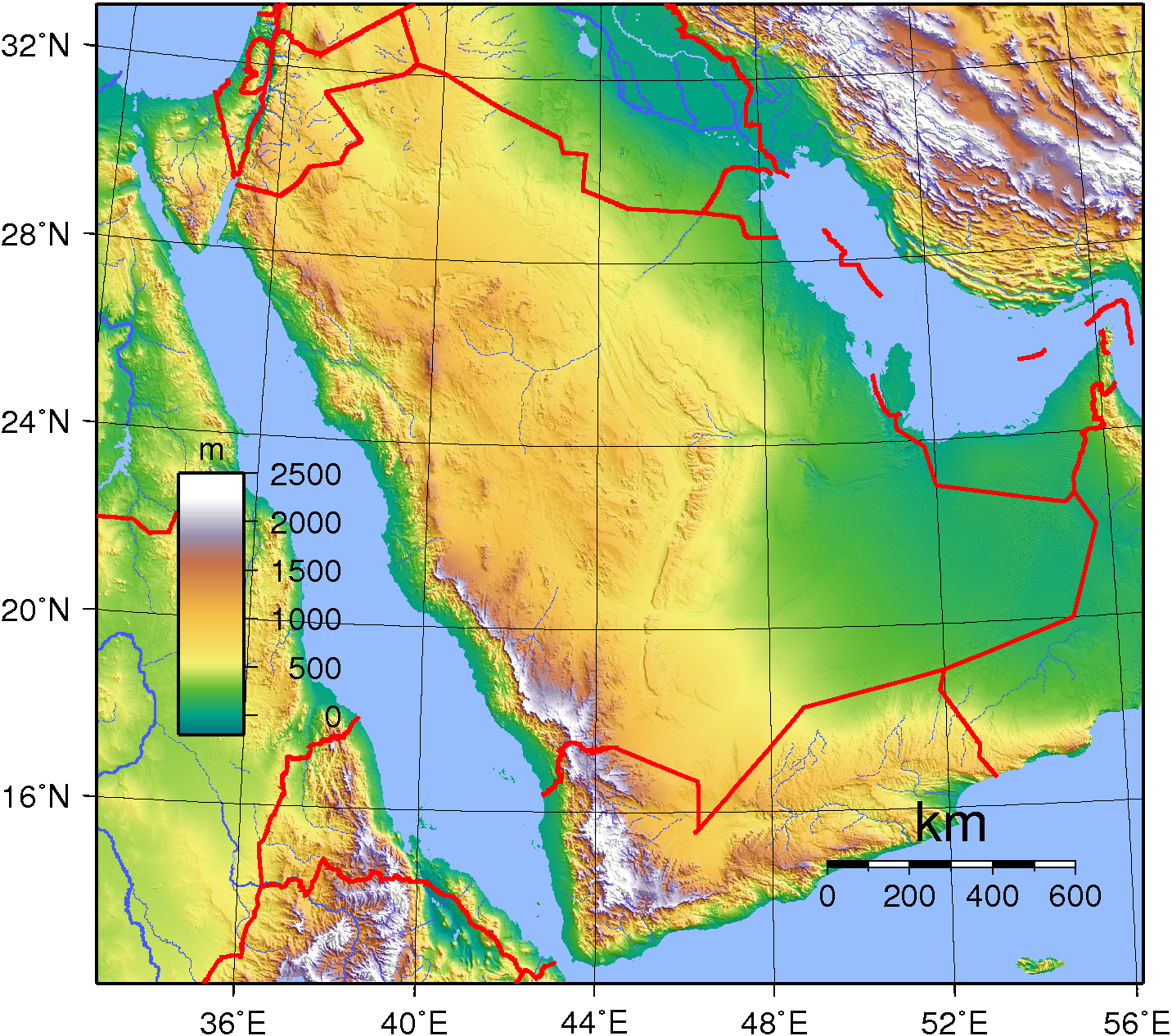
사우디아라비아 지형도

## 지리
사우디아라비아는 세계에서 가장 큰 반도인 아라비아 반도의 80%를 차지하고 있으며, 북위 16도에서 북위 33도에 걸쳐져 있으며, 동경 34도에서 동경 56도에 뻗어 있다. 오만 및 아랍에미리트와의 국경이 명확하게 정해지지 않았기 때문에, 국가의 전체적인 면적은 알 수 없다. 월드 팩트북은 사우디아라비아의 면적을 2,149,690 km2 (830,000 mi2)로 추정하고 있으며, 사우디아라비아가 세계에서 13번째로 큰 국가라고 규정했다. 지질학적으로, 사우디아라비아는 아라바이판에서 가장 큰 국가이기도 하다.
사우디아라비아의 지리는 아라비아 사막이 주를 이루고 있으며, 준사막과 관목지로 구성되어 있다. 몇몇 산맥과 고원도 사우디아라비아에 존재하지만, 사실상 사우디아라비아는 연결된 수많은 사막들로 구성된 땅이며 국가 남동부에 위치한 룹알할리 사막은 세계에서 가장 넓은 사막의 일부분이다. 사우디아라비아에는 몇몇 호수가 존재하지만, 영구적인 수자원은 없으며 수많은 와디가 존재한다. 비옥한 지역은 곳곳에 산재한 분지, 오아시스, 그리고 와디들에서 발견된다. 주요 지형학적 특징은 중앙의 고원으로 홍해에서 급격히 상승해 네지드쪽으로 점차 줄어드는 형상이고, 페르시아만 쪽으로 뻗어 있다. 홍해 해안 지역에서는 좁은 해안 평야가 있으며, 이 지역은 티하마로도 불린다. 아시르 주의 남서 지방은 산악지대이고 자발 사와다가 사우디아라비아에서 가장 높은 지점이다.
아시르 주 일대를 제외하고, 사우디아라비아는 사막 기후로, 낮에 매우 덥고, 밤에는 급격히 온도가 떨어진다. 여름의 평균 기온은 45도이지만, 가장 높은 경우에는 54도까지 올라간다. 겨울의 경우 온도가 0도까지 하락한다. 평균적인 강수량도 적은 편이다. 아시르 지역의 경우 인도양의 몬순의 영향을 받기 때문에 몬순이 오는 10월부터 3월까지 평균 300mm로 비가 오며 1년 전체 강수량의 60%를 차지한다.

## 행정 구역
수도는 리야드이다. 무슬림이 아니면 들어오지 못하는 메카, 메디나, 항구 도시인 지다 등의 주요 도시가 존재한다.

사우디아라비아는 총 13개의 '마나티크 이다리야'(مناطق إدارية)로 나누어져 있는데, 마나티크 이다리야는 행정 구역에서 '도'에 해당하는 개념이다. 13개의 마나티크 이다리야는 118개의 '무하파잣'(محافظات)으로 나뉜다. 무하파잣은 행정 구역에서 주와 비슷한 개념으로, 이 118개의 무하파잣들에는 13개의 주도가 포함되어 있다. 이 주도들은 시장을 총책임자로 하는 다른 무하파잣들과는 다르며, 법적으로도 유별한 대우를 받는다. 이 무하파잣들은 또 하위 행정 구역인 '마라키즈'(مراكز)로 나누어진다. 

사우디아라비아의 행정 구역

## 기후
대부분의 지역은 건조 기후로 강수량이 매우 적은 사막 지대이다. 사우디아라비아에서 가장 추운 달은 12~1월로, 이때의 날씨는 한국의 가을 날씨와 유사하다. 겨울철의 경우 모래바람이 불지 않아 공기가 맑고 비가 오는 날이 많다. 비가 오는 날이면 온도가 급격히 떨어져 파르와라는 사우디아라비아의 전통 겨울 외투가 반드시 필요하다.
계절에 무관하게 햇살이 강한 날이 많아, 선글라스·선크림이 필수적이다.
가장 더운 달은 6~7월이다. 낮의 온도는 보통 50도까지 올라가며, 햇빛으로부터 몸을 보호하지 않으면 100미터도 걸어가기 힘든 기후이다. 이때 밤의 온도는 약 27도, 일교차는 보통 16도 이상이다.

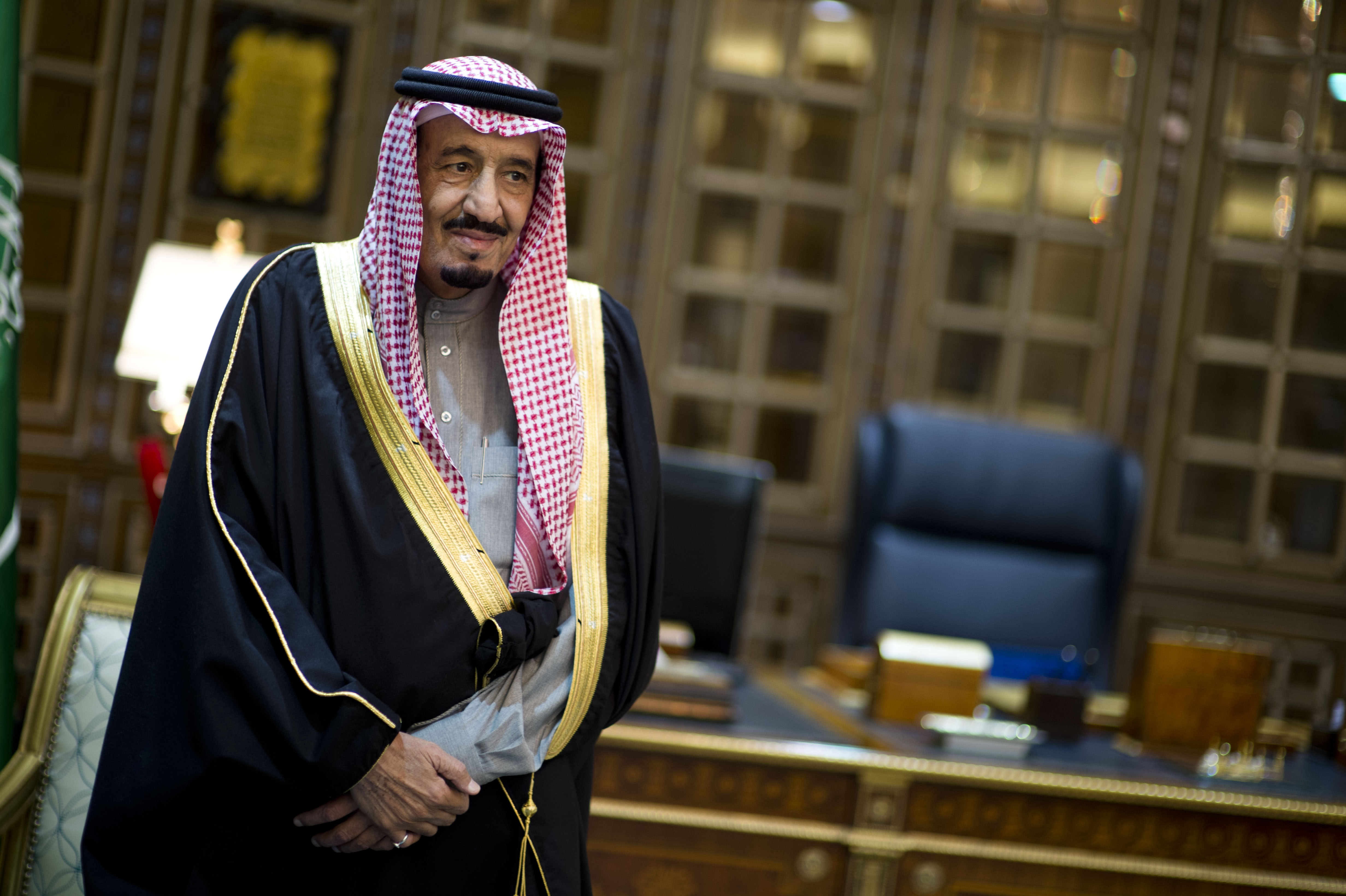
살만 빈 압둘아지즈 알 사우드 국왕

## 정치
사우디아라비아는 중동에서 가장 보수적인 이슬람 국가이자 현대에 몇 남아있지 않은 완벽한 전제군주정이다. 다만 1992년에 왕실 칙령으로 선포된 기본법에 의하면 사우디아라비아 국왕도 샤리아법과 쿠란은 필수적으로 지켜야만 하며, 쿠란과 무함마드의 어록을 담은 경전인 하디스가 국가의 헌법으로 공포되었다. 그 어떠한 정치적인 단체나 선거도 왕실의 허가 없이는 실행이 불가하며, 해외 평론가들은 이 때문에 사우디아라비아를 전체주의적 독재주의라고 평하기도 한다. 이코노미스트지는 사우디아라비아를 2012년 민주주의 지수 평가에서 총 167개국들 중 5번째로 민주주의 지수가 낮은 국가로 평하기도 하였으며, 프리덤 하우스는 사우디아라비아에게 최하점인 7.0점, 즉 '자유롭지 않음'이라는 평가를 주었다.
전국적인 선거와 정당의 부재 탓에, 사우디아라비아의 정치판에는 크게 왕실과 그 나머지 시민들, 이 두 세력만이 존재한다. 다만 사우드 왕가 이외의 인사들에게는 정치적인 참여권이 매우 제한되어 있으며, 정무의 대부분은 사우드 왕가의 일원들이 토착 셰흐들이나 경제적 거물들과 밀실에서 협상을 하는 방식으로 진행된다. 이 과정은 비밀리에 이루어지며, 사우디아라비아 언론에도 보도되는 경우가 거의 없다.
관습적으로 사우디아라비아에는 모든 성년이 된 남성들이 국왕에게 탄원을 넣을 수 있는 권리가 있다. 이는 사우디아라비아가 옛적 부족 시대였던 시절부터 거슬러 올라가는 관습인데, 이처럼 사우디아라비아에서는 여전히 부족적인 색채가 정부 기관들에게까지 매우 강하게 남아있다. 부족적인 구분이 사회 구성원들 사이에서도 매우 강한 편이고, 사우드 왕가 이외의 정치적 인사들도 대부분 유력 토착 부족장 가문들의 후예이며 서로의 이해관계를 따져 국가적인 대소사를 결정하는 편이 많으며 지역적으로도 강한 힘을 가지고 있다. 다만 국제적으로 사우디아라비아의 정치 관계에 대하여 비판이 많다 보니, 1990년대에 국정자문회의(Majlis Ashura)를 설립하고 정치 참여 계층의 폭을 넓히려하는 시늉을 하기도 하였다.
현재 사우드 왕가의 통치에 반발하는 세력들은 크게 네 가지로 나뉜다. 첫째는 이슬람 수니파 세력의 실천주의 계열 세력들, 둘째는 특히 동부 지방에 집중되어 있는 이슬람 시아파 세력, 세번째는 진보적인 지식인들과 평론가들, 네번째는 분리주의와 독립을 추구하는 지방의 토착 셰흐들이다. 이 네 세력들 가운데에서 수니파의 실천주의 계열 세력들이 가장 정부가 온 힘을 쏟아 억누르는 대상들이며 그 목소리도 가장 크다. 이 때문에 사우디아라비아 정부는 정부에 공개적으로 반발하는 시위들, 심지어 이 시위들이 평화적이라고 하더라도 폭력이나 공권력을 사용하여 진압하는 경우가 많다.

### 왕실
사우디아라비아 국왕은 사우디아리비아의 국가원수이자 통치자이다. 국왕은 절대군주로서, 사우디아라비아의 왕실은 물론 정무(政務)에까지 개입한다. 또한, 국왕은 사우디아라비아 군의 최고통수권자이기도 하다. 사우디아라비아는 절대군주제의 왕정통치 국가라는 점에서 입헌군주제를 택하고 있는 영국이나 일본의 국왕이 정무(政務)에 직접 개입하지 않고 국회 다수당의 대표이자 행정수반인 수상(총리)이 정무를 맡는 것과 본질적으로 다른 국가체제이다. 국왕은 사법적, 행정적, 입법적 권력을 모두 장악한 초법적 존재이며, 왕실 칙령이 곧 국가의 법령이 된다. 국왕은 동시에 총리직을 겸하기도 하는데, 주로 사우디아라비아 장관회의(Council of Ministers of Saudi Arabia)와 사우디아라비아 국정자문회의(Council of Ministers of Saudi Arabia)를 주재하며 권력을 틀어쥐고 있다. 참고로 국정자문회의의 구성원은 120명으로 4년마다 국왕이 지명하게 된다. 최근 들어서는 국정자문회의의 의원수의 30%를 여성으로 채우는, 사우디아라비아로서는 크게 획기적인 개혁안이 나오기도 하였다. 2005년에 최초로 지방 선거가 실시되었지만, 실질적인 정치적 기구로서의 의미를 가지지 않는다. 왕실 인원들은 그 출생만으로 높은 관직을 차지하는 경우가 많으며, 게다가 사우드 왕가의 인원이 워낙에 많다 보니 이들이 다양한 요직에 임명되어 사우드 왕가가 자체적으로 타 가문과의 협력 없이도 사우디아라비아의 권력을 틀어쥐고 있을 수 있게 한다. 사우드 왕가의 왕자들만 최소 7,000여 명으로 추산되며, 그들 중 이븐 사우드의 남자 후손들과 가장 혈연적으로 가까운 200여명이 핵심적인 권력을 휘두르고 있다. 핵심적인 장관직들도 모두 왕가의 차지이며, 지방을 관할하는 주지사들도 모두 사우드 왕가의 인사들이 차지하고 있다.
왕자들 가운데에서도 권력이 높거나 격이 높은 인사들에게는 왕실이 특별히 권력을 하사하듯이 하여 중세의 봉신직처럼 만드는 경우가 많다. 예를 들어 압둘라 국왕만 하더라도 1963년 이래 2010년에 자신의 아들에게 자리를 넘겨주기 전까지 사우디아라비아 국가경비대의 사령관이었으며, 대공직을 겸하였으며 2011년에 사망하기 전까지는 국방부 장관과 내무부 장관직을 홀로 독차지하고 있었다. 파이살 국왕은 1975년부터 외교부 장관직으로 일해왔으며, 현재의 국왕인 빈 살만 국왕은 왕세자 시절부터 국방부 장관과 항공부 장관, 그리고 수도 리야드의 주지사 직을 홀로 모두 겸하고 있었다. 현재의 국방부 장관은 빈 살만 국왕의 아들이자 현 왕세자인 무함마드 빈 살만이 맡고 있다.
현재는 왕실도 부족간의 혈연, 친분도, 정치적 성향에 따라 여러 파벌로 나뉘어 있다. 가장 강력한 파벌은 '수다이리 세븐'이라 불리는 파벌인데, 전 국왕인 파흐드 국왕과 그 형제들, 그리고 그 자손들로 구성되어 있다. 왕실 내부에서 정치적 성향은 주로 '정치적 개혁이 얼마나 빠르게 진행되어야 하는가', 혹은 '이슬람 율법학자들의 권위가 어느 정도까지 인정되어야 하는가' 등등으로 나뉜다. 또한 왕세자가 국왕이 죽기 전에 죽었을 때는 누가 새로운 왕세자로 옹립되어야 하는지에 대해서도 물밑에서 치열한 암투가 벌어지는 경우가 많은데, 가장 대표적인 예가 압둘라 국왕의 재위기였던 2011년 10월 21일에 당시 왕세자가 죽었을 때, 압둘라 국왕은 나예프 왕자를 새로운 왕세자로 임명했다. 다만 나예프 왕자도 그 다음해에 바로 죽고 말았다.
사우디아라비아 정부와 왕실은 오랜 세월동안 부정부패와 관련된 의혹을 끊임없이 받아왔다. 사우디아라비아는 이름에도 나와있듯이 아예 '사우드 왕가의 아라비아'이기 때문에, 왕실 일가의 재산과 그 관리에 대해서는 정부 차원에서 숨기거나 은폐하는 경우가 잦다. 또한 왕실 자산이 곧 국가 자산과 거의 비슷하기 때문에, 국민들의 세금이 왕실에 의하여 낭비되는 경우다 상당히 부지기수인 경우가 많다. 현재 사우디아라비아 왕실의 부정부패는 심각한 수준으로 알려져 있으며, 조직적, 그리고 계획적으로 광범위하게 사회 곳곳에 뻗어있다고 전해진다. 이때문에 심지어 2001년에는 왕실의 고위 일원이었던 반다르 빈 술탄이 언론과의 인터뷰에서 이를 인정하기까지 하였다. 사우디아라비아는 부패인식지수에서 2010년에 4.7점(가장 부패한 지수가 0, 가장 청렴한 지수가 10)이라는 상당히 낮은 점수를 받았으며, 2000년대 이래 사회적 투명성과 부정부패 말소를 강화하기 위한 정책들을 많이 펼쳤으나 아직까지도 워낙에 만연한 부정부패는 잘 고쳐질 기미가 보이지 않는다. 아직도 사우디아라비아에서 사업을 하기 위해서는 뇌물과 연줄이 상당히 필수적이며, 반부패법 또한 유명무실하여 여전히 공공기관들에서도 부정부패가 지속되고 있다. 이때문에 2017년에는 무함마드 왕세자의 반부패, 권력 유지 작업의 일환으로 상당한 수의 왕자들, 사업가들, 장관들이 잡혀가기도 하였다.
2005년에 압둘라 국왕이 왕위에 오른 이후부터, 사우디아라비아 내부에서도 점차 고질적인 부정부패를 일소해야 한다는 목소리가 커지고 있다. 1990년대의 국정자문회의의 창설만으로는 충분한 정치적 개혁이 되지 못하였고, 이 때문에 2003년에는 국가 차원에서 '국가 토론 포럼(National Dialogue Forum)'을 창설하여 전문가들과 지식인들이 공개적으로 국가 현안에 대하여 토론할 수 있도록 한 것이다. 다만 이 포럼 내부에서도 왕실의 입맛을 지나치게 거스르는 의견이나 반국가적 의견들은 매우 엄격하게 제한된다. 2005년에는 최초의 지방 선거가 실시되었으며, 2009년에는 국왕이 개혁가들을 장관 각부에 임명하고 심지어 여성을 장관직에 임명하며 획기적인 행보를 보여주기도 하였다. 그러나 다만 이러한 조치들은 너무 느리거나 보여주기용이라는 비판도 여전히 나오고 있는 형국이다.

## 인구

### 언어
아랍어가 공용어다. 아랍어 구사자들은 크게 3부류로 나뉘는데, 대략 6백만 명에 달하는 사람들이 헤자지 아랍어를 사용하며, 8백만 명에 달하는 사람들이 나즈디 아랍어를, 20만 명에 달하는 사람들이 페르시아 만 아랍어를 사용한다. 대략 5만 명의 사람들은 사우디아라비아 남서 지방의 고유어인 파이피어를 사용한다. 사우디아라비아 수화가 공식적인 수화 언어이다. 그 외에도 리야드, 지다 등의 도시에서는 국제 공용어인 영어를 구사하는 사람들도 많다. 아랍어를 쓰지 않더라도, 파키스탄이나 방글라데시, 인도, 필리핀, 인도네시아 등 외국인 근로자가 많아 영어와 아랍어를 제외하고 타갈로그어, 로힝야어, 이집트 아랍어 등도 매우 많이 이용되고 있다.

### 외국인
사우디아라비아 통계청의 조사 결과, 2014년 말에 대략 전체 인구의 33%가 외국인으로 조사되었다. CIA 팩트북은 2013년에 대략 21%의 인구가 외국인이었다고 추정하였다. 현재 사우디아라비아에는 인도인이 150만 명, 파키스탄인이 130만 명, 이집트인이 90만 명, 예멘인이 80만 명, 방글라데시인이 40만 명, 필리핀인이 50만 명, 팔레스타인인이 26만 명, 인도네시아인이 25만 명, 스리랑카인이 35만 명, 수단인이 25만 명, 시리아인이 10만 명, 튀르키예인이 8만 명 정도가 있다고 집계되었다. 서방 유럽인의 경우에는 약 10만 명 정도가 거주하고 있다고 추정되며, 이들은 대부분 한 곳에 모여 살거나 폐쇄적인 사회를 따로 이루어 생활하고 있다.

사우디아라비아에 10년 이상 거주한 무슬림들은 시민권을 신청할 수 있다. 다만 학위를 가지고 있거나 과학계에 종사하는 사람들에게는 우선권이 주어진다. 다만 팔레스타인 국적의 경우에는 사우디 자국민들과 결혼한 경우를 제외하고는 시민권을 신청할 수 없는데, 이는 아랍 연맹의 회원국들이 팔레스타인인들에게 국적을 주는 것을 거부하기로 합의하였기 때문이다. 사우디아라비아는 1951년의 난민의 지위에 관한 협약에도 서명하지 않았다. 사우디아라비아의 인구가 늘어나는 와중에 석유 수출은 갈수록 정체된 상황을 보이자, 사우디아라비아 정부는 점차 '사우디화' 정책을 펼쳐 외국인 노동자들의 일자리를 빼앗고 자국민들에게 이를 배분해주고 싶어한다. 1990년과 1991년에 정부는 80만 명에 달하는 예멘인들을 쫓아냈고, 불법 예멘인 이민자들을 막기 위하여 장벽을 세우고 국경을 엄중히 감시하고 있다. 2013년 11월에는 수 천명에 달하는 불법 에티오피아 국적 체류자들을 추방하였고, 국제 인권 기구 등은 이같은 결정을 비판하였다. 2013년부터 대략 50만 명에 달하는 이민자들, 대부분이 소말리아, 에티오피아, 예멘 국적의 사람들이 국외로 추방되었다. 

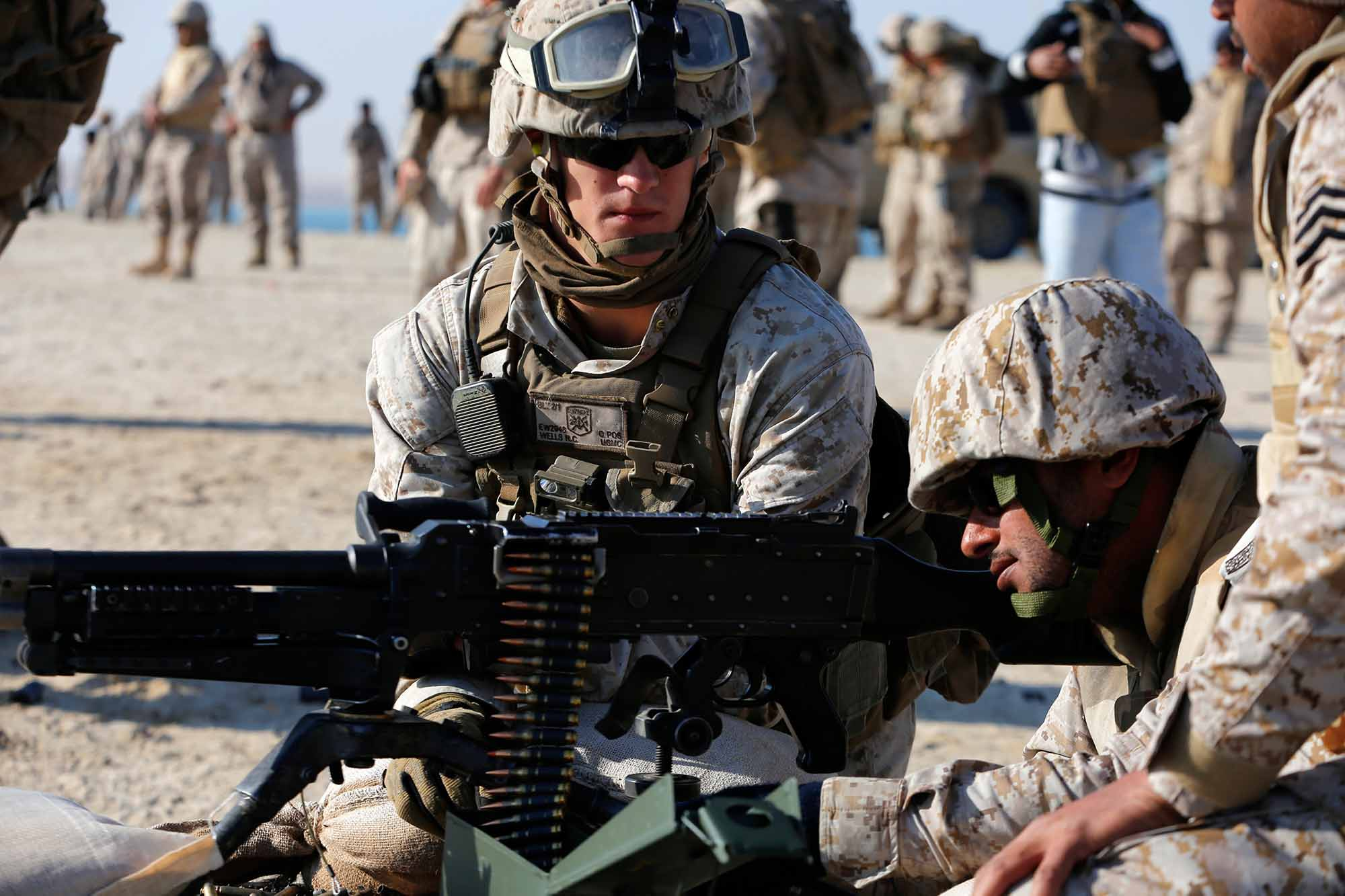
사우디아라비아의 군대

## 국방
사우디아라비아 군대는 모병제를 실시한다. 이슬람 종교법상 징집을 할 수 없기 때문이다.
사우디아라비아는 GDP의 8%에 달하는 비용을 군대에 투자하며 세계적으로도 가장 높은 GDP 대비 국방비 지출을 하고 있다. 사우디아라비아 군대는 크게 사우디아라비아 육군, 사우디아라비아 공군, 사우디아라비아 해군, 사우디아라비아 방공군, 사우디아라비아 국가경비대(Saudi Arabian National Guard) , 그 외 준군사조직들로 구성되어 있는데, 이들을 다 합치면 총 20만여 명이 넘는 대군을 보유하고 있다. 2005년에 사우디아라비아는 육군 75,000명, 공군 18,000명, 방공군 16,000명, 해군 15,500명, 국가경비대 75,000명, 그리고 25,000여 명의 부족군을 보유하고 있었다. 참고로 '알 무캇바라 알 아마흐'가 사우디아라비아의 정보 활동을 담당하고 있다.
사우디아라비아는 역사적으로도 파키스탄과 상당히 깊은 군사적 관계를 맺고 있는데, 가장 대표적인 예로 사우디아라비아가 비밀리에 파키스탄의 핵무기 개발에 자금을 조달하였으며, 근미래에 파키스탄으로부터 핵무기를 넘겨받을 것이라는 설이 나돌고 있기도 하다. 사우디아라비아 국가경비대는 예비군에는 속하지 않으며, 오히려 전면에 나서며 군사적 활동을 벌이고 있다. 이븐 사우드의 부족군에서 유래하였으나, 현재의 국가경비대의 모태는 압둘라 국왕의 사병에서 출발한다고 보는 것이 정설이다. 또한 국가경비대는 국방부와 항공부의 통제를 받지 않으며, 오직 국왕과 왕실의 명령만을 따른다. 이 국가경비대는 사우드 왕조의 유력 파벌인 '수다이리파'의 가장 핵심적인 권력 가운데 하나였는데, 이 수다이리파의 유력자가 2011년에 타계하기 전까지 국방부 장관, 항공부 장관, 국가경비대 총사령관을 모두 겸하고 있었기 때문이었다.
1990년대부터 사우디아라비아는 국방비에 막대한 지출을 퍼붓기 시작하였고, 2019년에는 7,840억 달러라는 거금을 모두 국방비로 지출하였다. 사우디아라비아는 GDP의 8%에 달하는 비용을 국방비로 들이며 세계에서 가장 국방비 지출이 많은 나라 10위권에 들었으며, 막대한 자금을 유용하여 세계 최신제 무기들, 특히 미국제, 영국제, 프랑스제 무기들을 사들이며 세계에서 가장 잘 무장된 군대들 중 하나로 꼽힌다. 미국 군수산업계는 1951년부터 2006년까지 8천억 달러에 달하는 무기들을 사우디아라비아에 팔아왔다. 2010년 10월에는 미국 국방부가 600억 달러가 넘는 무기를 사우디아라비아에 판매하겠다고 미국 의회에 제시한 적도 있다. 2013년에는 사우디라아비아가 이같은 지출을 더욱 가속화하여 영국, 프랑스, 일본을 제치며 세계 4위로 올라서기도 하였다.
영국은 1965년이래 사우디아라비아에게 가장 주요한 무기 수입원들 중 하나였다. 1985년부터 영국은 파나비아 토네이도나 유로파이터 타이푼과 같은 항공기들을 사우디아라비아에 공급하기 시작하였으며, 알 야마마 거래를 통하여 현재까지 430억 파운드에 달하는 무기를 팔아왔고, 앞으로도 400억 파운드에 달하는 무기들을 또다시 팔 것으로 예상된다. 2010년에서 2014년까지 사우디아라비아는 세계에서 2번째로 거대한 무기 수입국이었으며, 2005년에서 2009년까지 수입한 무기들의 총량에 4배에 달하는 무기들을 수입하였다. 프랑스는 2015년 한 해에만 180억 달러에 달하는 무기들을 사우디아라비아에 팔아치웠다. 다만 2016년에 유럽 연합에서는 사우디아라비아의 예멘 내전 간섭에 대한 항의로 무기 수출 제한을 걸 것을 협의하였다. 2017년에 사우디아라비아는 미국에게서 1,100억 달러 규모의 무기를 수입해들였다.
언론인 자말 까슈끄지가 살해당한 이후, 유럽 의회에서는 2018년에 전유럽적인 사우디아라비아에 대한 무기 수출 제재를 시행하였다. 특히 앙겔라 메르켈 총리는 '현 상황에서는 도저히 사우디아라비아에게 앞으로 무기를 팔 수 없다'라고 단언하며 독일을 처음으로 사우디아라비아에 대한 공식적인 무기 수출 금지국으로 만들었다. 2019년에는 캐나다가 사우디아라비아에게 역대급으로 많은 양의 무기를 팔아치웠다.

## 종교
사우디아라비아는 종교의 자유가 없는 나라라고 불리거나 혹은 종교의 자유가 다른 국가보다 덜 보장되는 것으로 악명높은 아랍 국가들 가운데 하나로, 국민의 절대 다수 종교는 이슬람교이다. 국가적으로는 단 한 명도 빠짐없이 모든 국민들이 무슬림이라고 주장하고 있다.  단, 종교의 자유가 보장된다고 알려진 다른 아랍 국가 중에서도 그러듯 사우디아라비아에서도 또한 사우디 자국민을 제외한 외국인이 국가에서 지정한 이슬람교 이외의 종교를 개인적으로 믿을 수 있게 해준다. 다만, 이슬람교의 예배장소인 모스크를 제외한 교회와 절, 사원 등의 종교 시설의 설립은 법으로 막고있다.
사우디아라비아는 이슬람교의 발상지이고 수니파 이슬람교가 국교이며 건국 이념에서도 "알라 외에는 신이 없으며, 무함마드는 그의 사도이다."인 것에서 알 수 있듯이 다른 종교는 함부로 국민들을 대상으로 포교를 하거나 선교를 할 수 없다. 라마단(禁食)이 엄격하게 지켜지며(이 때문에 1998년 아시안 게임에 불참하였다.), 공항에서 술, 음란 잡지 등은 적발시 압수조치될 정도로 무슬림 율법의 적용에 매우 엄격하다. 종교 때문에 야구 등 시간 제한이 없는 스포츠보다는 축구 등 시간 제한이 있는 스포츠가 발달하였다.
종파 별로는 전체 인구의  90%가 수니파이며, 10%는 시아파에 속하는데,  사우디아라비아에서 가장 주된 교파를 차지하고 있는 수니파는 이슬람 근본주의를 추구하는 와하비즘이다. 와하비즘은 주로 아라비아 반도에서 그 세를 불리고 있으며, 18세기에 무함마드 이븐 압둘 와하브가 창시하였다. 이같은 폐쇄적인 교리 때문에 같은 무슬림 사이에서도 소수파인 시아파는 사우디아라비아에서 탄압받고 있다. 현재 사우디아라비아에는 총 150만 명에 달하는 기독교인들이 거주하고 있는데, 이들 대부분은 모두 외국인 노동자들이다. 사우디아라비아에서는 단기적인 직업 목적으로 기독교도들이 국내로 들어오는 것은 제한적으로 허가하고 있으나, 다만 공개적으로 믿음을 드러내거나 포교하는 것은 엄격히 금지한다. 이런 탄압 때문에 사우디아라비아 국민들의 기독교 비율은 거의 0에 가깝다. 자국민이 만일 이슬람교에서 기독교로 개종하였을 때에는 사형이라는 극약 처방을 하기도 한다. 사우디아라비아에는 현재 39만 명에 달하는 힌두교도들이 있는데, 대부분이 인도 계열의 외국인 노동자이다. 무신론자들도 존재는 하지만, 국가에서 거의 테러리스트 취급을 하기에 대놓고 이를 표명하지는 못한다.
사우디아라비아는 태어난 직후부터 남녀가 부동석일 정도로 남녀구별이 엄격하여, 초등학교부터 남녀 공학 학교가 단 하나도 없는 몇 안 되는 나라이다. 교과목에도 꾸란이 포함되어 있다. 강간과 성폭력은 살인과 같은 중대 범죄로 간주되며, 실제로 사우디 법원은 성폭행을 저지른 남성을 참수한 바 있다.
이슬람교도들은 돼지고기와 술을 먹지 않을 뿐 아니라 라마단 기간에는 낮에는 아무것도 먹지 않는다.

### 이슬람력
622년, 헤지라 이후 그 날을 이슬람교의 원년으로 삼고 있다. 서기 2016년은 이슬람력으로는 1437년이다.

## 경제

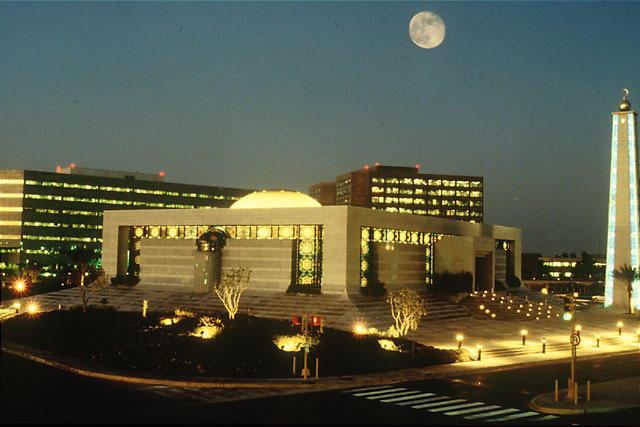
사우디아라비아의 석유 기업 아람코의 본부 건물

사우디아라비아는 2018년 10월, 중동에서 가장 거대한 경제 규모를 자랑하였으며 세계에서는 18번째로 큰 경제 규모를 가지고 있다. 현재까지 사우디아라비아는 세계 2위의 석유 매장량을 보유하고 있으며, 세계에서 제일가는 석유 수출국이기도 하다. 게다가 세계에서 5번째로 많은 천연가스 매장량을 보유하고 있으니, 세계 최강의 에너지 강대국으로 인정받는다. 2016년에는 34.4조 달러에 달하는 에너지 자원을 보유하며 세계에서 3번째로 거대한 천연 자원을 보유하고 있는 것으로 평가받았다. 주로 정부 주도, 석유 중심의 계획 경제를 경제 구조로 삼고 있으며 대략 세입의 63%를 석유에서 얻으며 수출에서 벌어들이는 수입의 68%를 석유 수출로 벌어들이고 있다. 사우디아라비아는 외국인 노동자들에 크게 의존하고 있으며, 고용자들의 80%가 모두 외국인이다. 이때문에 현재 사우디아라비아 경제가 직면한 위기로는 점차 줄어드는 1인당 GDP, 경제 구조 다원화, 사유화 촉진, 불평등과 부정부패 해소, 교육을 통한 일자리 창출 등이 있다.
석유 산업은 사우디아라비아의 명목 GDP의 45%가 넘는 비율을 차지한다. 2억 6,000만 배럴(4.1×1010 m3)에 달하는 석유를 보유한 사우디아라비아는 자체적으로 세계 석유의 5분의 1을 매장하며 엄청난 양의 수입을 이에서 창출해내고 있는 것이다. 1990년대에 사우디아라비아는 급격한 인구 성장으로 인하여 석유 산업에서 난 이익이 점차 국민 1인당에게 돌아가는 양이 줄어들게 되었는데, 1981년에 석유가가 최고조에 달했을 때에 11,700달러였던 1인당 국민 소득이 1998년에 6,300달러 정도로 폭락했던 것이다. 2000년대 초에 다시 유가가 상승세를 타며 2007년에는 17,000달러 수준을 회복하였으나 2014년 중반부터는 다시 지지부진한 침체의 늪으로 빠져들었다.
OPEC은 유가를 조정하기 위하여 회원국들의 석유 생산량을 통제하는데, 사우디아라비아는 이에 아랑곳하지 않고 1980년대부터 거의 변화 없이 엄청난 양의 석유를 지속적으로 뽑아올리고 있다. 다만 이와 같은 석유 정책때문에 몇몇 전문가들은 사우디아라비아가 피크 오일에 근접하였고, 얼마 지나지 않아 석유 생산량이 필연적으로 감소할 수 밖에 없을 것이라고 예측하기도 한다. 2003년부터 2013년까지, 몇몇 '핵심 산업'들이 민영화되었는데 예를 들어 수도 공급, 전기, 통신업, 교육, 교통, 복지업 등이 일부 민영화된 것이다. 이때문에 아랍 언론들에 의하면 국민들은 민영화된 사회 서비스들에 대하여 그 질이 과연 유지될 수 있을까에 대하여 심각한 의문을 품고 있다. 2005년 11월, 사우디아라비아는 세계무역기구의 일원으로 가입하였고, 이에 따라 사우디아라비아의 국내 시장을 외국 자본에게 더 개방하는 내용의 협상이 진행되었다. 2000년에 사우디아라비아 정부는 사우디아라비아 투자청(Saudi Arabian General Investment Authority)를 설립하여 외국인들의 국내 직접투자를 장려하기 위한 노력을 하기도 했다. 사우디아라비아는 여전히도 여전히 몇몇 전기, 통신, 에너지 분야에서는 외국의 투자를 정부 차원에서 금하고 있으나, 점차 그 규제를 풀어주고 있다. 사우디아라비아는 한편 이와 함께 경제의 '사우디화'를 추진하여 외국인 노동자들을 자국민들로 대체하려고 시도하고도 있지만, 자국민들의 낮은 열의와 저조한 수준으로 인하여 그 성과는 그다지 높지 못하다.
사우디아라비아는 1970년대부터 '5개년 계획'을 실시하여 경제 계획을 짜고 있다. 그 계획들 중 가장 주요한 것들 중 하나가 '경제 특구'를 만드는 것인데, 가장 대표적인 예가 2020년까지 완공을 목표로 한 킹 압둘라 경제 도시로, 이를 통하여 경제를 다원화하고 일자리를 창출하려 하였다. 2013년에는 총 4개의 경제 도시를 지으려 하였다. 국왕은 1인당 GDP를 2006년의 15,000달러에서 2020년에는 33,500달러로 높이겠다는 야심찬 목표를 세우기도 하였다. 새롭게 지어지는 경제 도시들은 국토 전역에 다양하게 나뉘어 지어질 것이며, GDP에 대략 1,500억 달러를 기여할 것으로 예상된다.
사우디아라비아는 석유뿐만 아니라 황금과 희귀 광물 광산도 다량 보유하고 있다. 그외에도 남서부 지역에 채소, 과일, 대추야자 등을 키우는 농업을 정부 차원에서 육성하고 있기도 하다. 그 외에도 이슬람 최대 성지인 메카가 국내에 위치하고 있다는 점을 이용하여, 순례 기간에 비정기적인 일자리 200만 여 개를 국가에서 만들어내기도 한다. UN 통계를 통한 사우디아라비아의 빈곤율은 제대로 찾아볼 수가 없는데, 이는 정부가 이와 관련된 자료를 제출하고 있지 않기 때문이다. 사우디아라비아 정부는 자국의 빈곤에 대하여 언급하는 것을 꺼린다. 2011년 12월에는 정부에서 3명의 기자가 유튜브에 관련 주제에 대하여 동영상들을 업로드하였다는 이유로 체포하여 2주간 구금, 심문하기도 하였다. 이 동영상에서는 사우디아라비아 국민의 약 22%가 빈곤하다고 밝혀져 있었으나, 관련 사항에 대하여 자세히 알고 있는 전문가들은 체포되는 것을 두려워하여 이 주제에 대하여 공식적으로 언급하는 것을 꺼린다.
매년 25만 명의 자국민들이 고용 시장에 뛰어든다. 사우디 정부는 '사우디화' 정책을 통하여 모든 일자리의 70%를 자국민들로 채우겠다고 공언하였으나, 여전히 민간 사업 분야는 거의 외국인들이 여전히 독점하고 있다. 사우디아라비아의 실업률은 12.9%에 육박하며, 최근 10년 사이에 최대치를 기록하고 있다. 2018년 블룸버그 통신에 의하면 정부가 2020년까지 실업률을 9%까지 낮추기 위해서는 최소한 70만 개의 직업들을 새롭게 창출해내야 한다고 전한다.

### 농업
1970년대부터 사우디아라비아는 막대한 규모의 농업 정책을 실시하기 시작하였다. 현대식 농업 기술을 장려하였고, 교외 지방에 새로운 도로들을 깔며 수로, 창고, 수출과 수입용 창구들을 새롭게 대거 건설하고 농업과 관련된 연구소와 대학들을 세운 것이다. 이 때문에 결과적으로 사우디아라비아에서는 모든 농산물들이 급격하게 생산량이 증가하였고, 현재에는 고기, 우유, 달걀과 같은 필수품들을 대부분 100% 자급자족하는데에 성공하였다. 사우디아라비아는 이에 더 넘어가 밀, 대추야자, 낙농업, 달걀, 생선, 과일, 꽃 등을 외국에 수출하여 돈을 벌어오기도 한다. 한때 사우디아라비아의 주요 주식이었던 대추야자는 현재 그 양이 하도 많아 구호 목적으로 주로 키워지는 경우가 많다. 또한 사우디아라비아의 농부들은 밀, 수수, 서곡 등을 길렀는데, 2016년에는 귀중한 수자원을 확보하기 위하여 물을 많이 사용해야 하는 밀은 그 생산을 중단하였다.
사우디아라비아에서는 중동 지방에서 가장 현대화되고 효율적인 낙농업 시설을 가지고 있으며, 매년 소 한마리에게서 1,800갤런이 넘는 우유를 뽑아내며 엄청난 양의 유제품을 생산해내기도 한다. 최대의 유제품 회사인 알마라이는 중동에서 가장 거대한 낙농업 기업으로 그 매출이 수직상승하였다. 사우디아라비아는 척박한 사막을 풍요로운 농경지로 통째로 전환한 세계에서 그 유례를 찾아보기 힘든 사례로, 이전에 밀을 수입하였던 것과는 달리 현재는 곡식을 수출할 정도로 생산량이 늘어났다. 1978년에 사우디아라비아는 첫 곡물 저장탑을 지었고, 1984년에는 드디어 곡물을 중국, 구 소련 등 해외 30여 개국으로 수출하였다. 이후에는 기술을 점차 발전시켜 곡식뿐만 아니라 과일들을 주로 재배하기 시작하였으며, 도시에서의 엄청난 소비량을 바탕으로 농부들이 과일들을 생산하는 것을 장려하였다. 주로 수박, 포도, 양파, 토마토 등을 키우며 며 그 외에도 파인애플, 바나나, 망고, 구아바와 같은 열대과일들까지 재배하기 위하여 연구소에서 연구를 계속하고 있다.
올리브나무도 매우 잘 길러지는 식물들 중 하나인데, 2018년에 알 조으프 농업 발전 회사는 기네스북에서 세계에서 가장 거대한 올리브 나무 농장으로 등재되기도 하였다. 농장에는 7,730 헥타르에 달하는 토지에 5백만 그루의 올리브나무들이 길러지고 있다. 게다가 이 농장에서 15,000톤에 달하는 최상급 품질의 올리브유가 생산되는 것도 기네스북에서 이 농장을 주목한 이유들 중 하나였다. 다만 사우디아라비아는 국내적으로 무려 30,000톤이 넘는 올리브유를 소비하고 있으며, 이를 메우기 위하여 엄청난 양의 지하수들을 뽑아올려 농장에 물을 대기 때문에 현재 학계에서는 사우디아라비아 국내 지하수의 5분의 4가 고갈되어버렸다고 추정하고 있다.

### 해수 담수화
사우디아라비아는 농업에 필요한 막대한 양의 물을 공급하기 위하여 해수를 담수화하여 소금기를 제거하여 사용한다. 또한 폐수를 정화하고 해수를 담수화하며 상당한 양의 물을 활용하고 있는데, 대략 전체 식수의 50%가 담수화된 해수로 공급되며 특히 국가 남서부의 산악지대는 더더욱 이 방법을 많이 사용하여 식수를 댄다. 수도인 리야드는 완전 국토의 중앙에 위치하고 있어 467km 떨어진 페르시아 만에서 해수를 끌어와 담수화시켜 사용하고 있다. 사우디아라비아는 막대한 양의 오일 머니를 사용하여 물은 거의 무료로 공급하고 있다. 다만 수도 서비스는 여전히 낮은 수준에 머물러, 2011년에 수도 리야드에서조차 물이 2.5일마다 한 번씩만 공급되었고 지다에서는 9일에 한 번씩만 물이 공급되었다. 이는 사우디아라비아의 빈약한 공공 서비스를 고스란히 반영한 것으로, 수로 이외에도 이러한 문제들이 매우 많은 실정이다. 다만 2000년대 이후부터 사우디아라비아는 점차 국가가 통제하였던 수도 문제를 민영화시켜나가고 있다.

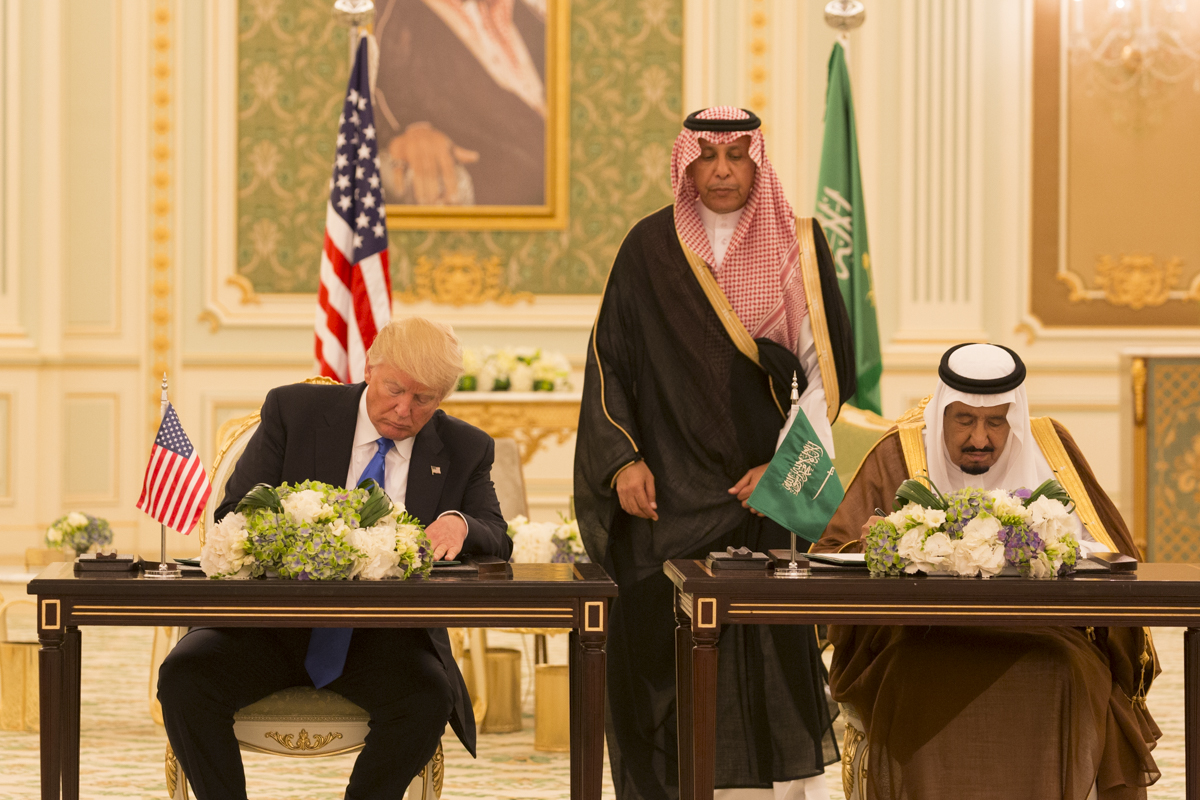
도널드 트럼프 미국 대통령과 살만 빈 압둘아지즈 알사우드 국왕

## 외교
사우디아라비아 왕가의 외교 정책은 기본적으로 친미이다. 1991년 이라크의 쿠웨이트 침공으로 촉발된 걸프 전쟁 당시 미군의 이라크 침공의 전초 기지로서 역할을 수행함으로써 미국과 돈독한 관계를 유지해왔다. 당시 사우디아라비아에 파견될 미군과 미국과 관련된 군사 시설 허용 여부를 둘러싼 사우디아라비아 왕정과 알 카에다 지도부 사이의 불협화음은 전통적인 협력 관계를 깨트리는 계기가 되었고, 9.11 테러의 보다 직접적인 원인이 되었다.
중동원유 생산계획과 통제 권한은 미국에 협력했던 나라들이 쥐고 있다. 1962년 대한민국과 단독으로 수교하였다. 1970~80년대에는 한국의 건설노동자들이 사우디아라비아에 파견되었는데, 이들이 벌어온 외화는 한국 경제성장의 밑바탕이 되기도 하였으며, 걸프 전쟁이 발발한 1991년 당시, 대한민국에서 이동외과병원을 파견하기도 하였다. 9·11 테러 이래로 미국과 사우디아라비아(2006년 기준으로 캐나다와 멕시코의 뒤를 이은 세 번째 원유 공급원)의 관계가 악화되면서 미국은 전세계에 걸쳐 원유 탐사작업과 석유산업의 투자를 늘렸다. 미국에서는 전제주의 및 신정정치 속성의 사우디아라비아 체제를 용인하는 사람들의 수가 점점 줄어들었다. 역으로 사우디아라비아의 종교계와 국민 가운데 상당수는 점점 더 자국에 진출하는 미국을 배척하고 미국이 행사하는 영향력을 거부했다.
이스라엘, 대한민국, 미국, 영국, 프랑스, 유럽연합, 캐나다 및 기타 서방 국가와는 우호적인 전략적 동맹 관계이다. 수니파 이슬람 국가인데도 불구하고 사우디아라비아는 친이스라엘 성향을 많이 띄어서 이스라엘과의 관계는 상당히 우호적이다. 그러나 레바논의 친이스라엘 성향인 마론파 카테브당과 레바논의 친사우디아라비아 성향인 수니파 미래운동당과의 갈등에 대해서는 약간의 마찰이 있지만 이스라엘과의 관계에 대해서 크게 영향을 미치지는 않는다. 전반적으로 사우디아라비아는 친서방적인 성향을 띤다. 현재 이스라엘 다음으로 쿠르드 자치구의 독립을 적극적으로 지지하고 있다.
사우디아라비아는 자국민들은 물론 비이슬람 외국인들에게도 술 판매를 금지해 왔으나, 사우디아라비아 수도 리야드에 있는 외교단지 내에 주류 매장이 문을 열 계획이라고 2024년 1월 24일 외신에 고했다. 비이슬람 국가에서 온 만 21세 이상 사우디 주재 외교관에 한해 통관코드를 받아 사전 등록 후 허가를 통해 입장을 할 수 있다 전했는데, 이마저도 마실 수 있는 양이 한정되어 있다 전했다.

## 문화

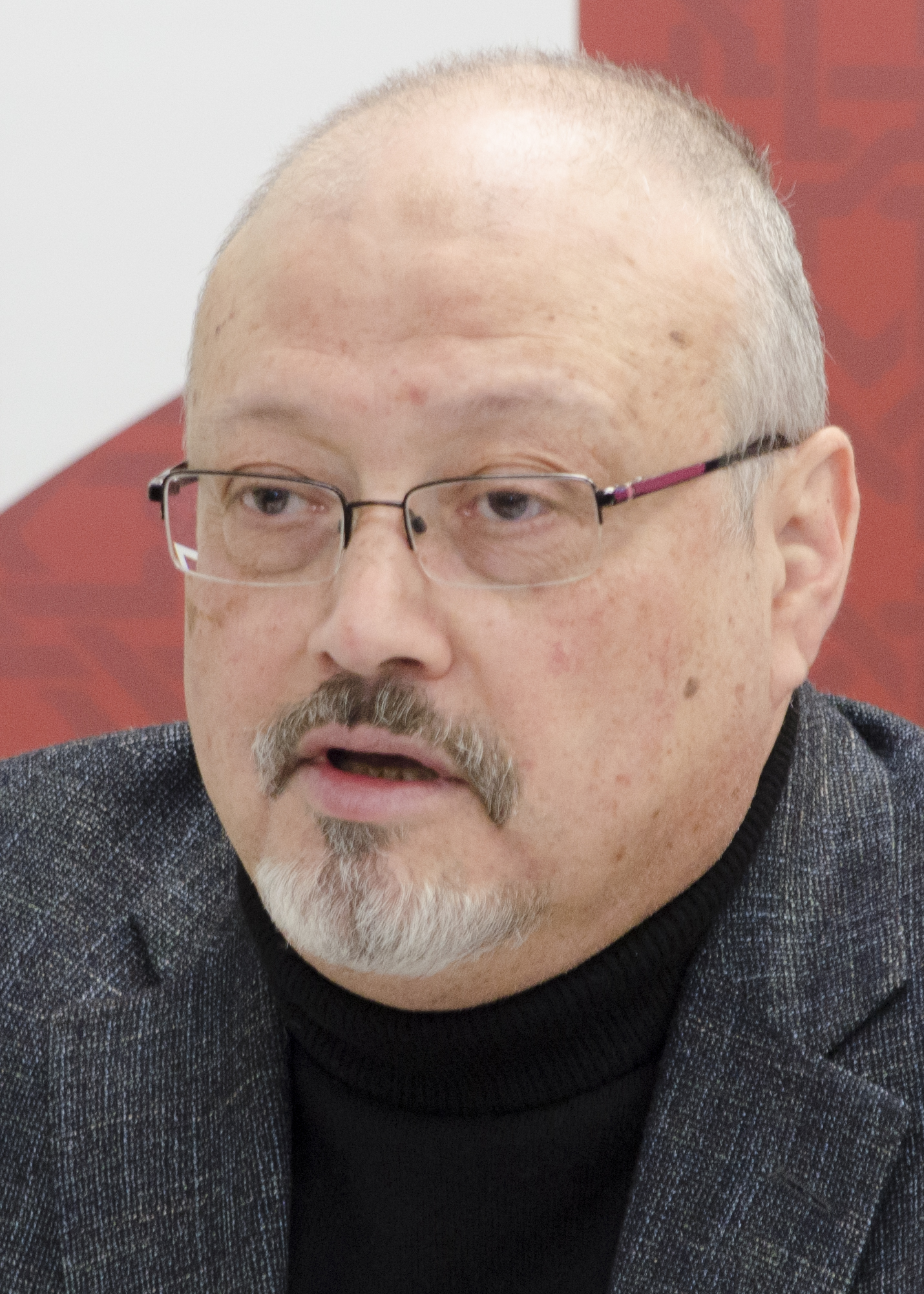
자말 카슈끄지

### 인권
엠네스티, 휴먼라이츠워치, 프리덤하우스와 같은 각종 인권 관련 국제기구들은 사우디아라비아의 지나치게 가혹한 형벌과 인권 탄압에 대하여 공개적으로 비판을 이어가고 있다. 사우디아라비아의 법정에는 배심원이 존재하지 않으며, 오직 소수의 관련자들만이 참여할 수 있다. 휴먼라이츠워치는 2002년에 사우디아라비아에 처음으로 형사소송법이 도입되었다는 것을 지적하였는데, 이 형사소송법에는 피고의 기본적인 권리들이 제한되어 있었으며 이마저도 판사들에게 무시되는 경우가 잦다고 밝혔다. 형법으로 체포된 자들은 자신이 체포된 이유도 정확히 알 수 없으며, 변호사도 선임할 수 없고 만일 죄를 자백하지 않을 시 고문이나 신체적인 압박도 당할 수 있다. 또한 재판 과정에서 판사들은 이미 결론을 잠정적으로 내려놓고 시작하는 경우가 많으며, 중간에 증거나 물증이 있다고 하여도 이를 근거로 자신의 무죄를 주장하기가 힘들다. 대다수의 재판들은 비공개로 처리된다. 이같은 불공정한 재판제도는 외국인들에게도 예외가 아닌데, 가장 대표적인 예로 영국 국적의 연금수령자이자 암환자, 그리고 74세의 고령이었던 카를 안드레가 집에서 술을 담갔다는 이유로 360대의 태형을 선고받았다. 다만 그는 영국 정부의 항의로 인하여 풀려날 수 있었다.
사우디아라비아는 가히 세계 최악의 인권 국가들 중 하나로 평가받고 있다. 가장 대표적인 인권문제들로는 지나친 남성우월주의로 인한 심각한 여성 인권 탄압, 사형제로 다스릴 정도로 억누르고 있는 동성애 문제, 종교적인 차별, 종교경찰들의 지나친 권한, 종교의 자유와 포교의 자유의 제한 등 여러가지들이 있다. 1996년과 2000년 사이에 사우디아라비아는 4개의 UN인권 관련 협약에 서명하였고, 국가 인권 위원회를 2004년에 창설하였다. 허나 국가인권위원회는 현재 사우디아라비아의 정부의 입김이 지나치게 강하다는 이유로 중립성을 의심받고 있으며, 실제 권한은 매우 약하기에 별다른 힘도 발휘하지 못하고 있는 것으로 알려져 있다. 사우디아라비아는 심지어 UN의 세계인권선언에 동참하지 않은 정말 몇 안되는 나라들 중 하나인데, 그 이유로 '사우디아라비아는 이슬람 국가이고, 서구의 인권 같은 가치들은 거의 잘 맞지 않는다'라는 주장을 들고 있다.
인권 탄압의 가장 대표적인 예로, 2012년에 아랍의 봄을 맞아 반정부 시위에 참가한 17세 소년 알리 무함마드 바키르 알 님르는 2014년 5월에 체포당했는데, 공개적으로 참수형을 당했고 그 시체는 십자가에 끌려 올라갔다. 2013년에 정부는 수 천명에 달하는 외국인들을 국외로 추방하였는데, 주로 비자가 만료되었거나 불법으로 거주한 자들이었다. 인권 기구들에 의하면 이러한 외국인들이 고용주들이나 국민들에 의하여 고문당했다고 밝히고 있으며, 이 때문에 사우디아라비아로 외국인 노동자들이 일을 하러 오는 것을 꺼리는 결과를 낳았다. 이는 사우디아라비아의 공공 서비스의 질 자체를 상당히 낮추는 결과를 불러 일으켰는데, 자국민들은 정부의 현금 지원 등에 익숙해져 있기에 막노동과 같은 블루 칼라 일자리들에 익숙하지 못하기 때문이다.
사우디아라비아는 '극단적인 개념들이 대중들 사이에서 퍼지는 것'을 막고, '관용과 온건과 같은 이슬람의 진정한 가치들을 전파하는 것'을 국가적인 이념으로 삼고 있다. 다만 이 '관용과 온건'이라는 정책은 더 선이나 엠네스티와 같은 외국 언론, 국제기구 등에 의하여 의문을 불러 일으켰는데, 현재까지도 이슬람을 거부하였다는 이유로 사람들이 처형당하는 일이 빈번하기 때문이다. 2016년 1월, 사우디아라비아 정부는 자유 선거와 종교의 자유를 부르짖었던 시아파의 셰흐 1명을 '종교적'인 이유로 처형하였다. 2018년 10월 2일에는 사우디의 저널리스트이자 워싱턴 포스트의 칼럼니스트였던 자말 카슈끄지가 튀르키예 이스탄불에 위치한 사우디 영사관에 들어간 이후 실종되었는데, 튀르키예 정부가 제시한 증거에 따르면 까슈끄지는 영사관에서 살해된 후 시체가 토막나 버려졌다고 전했다. 2020년 4월, 최고법원은 살만 국왕의 명을 받아 범죄를 저지른 사회적 소수자들이 더 이상 사형에 처해지지는 않을 것이지만, 대신 수용소에서 재교육 프로그램을 최소한 10년 거쳐야 할 것이라고 말했다. 또한 현재까지도 사우디아라비아 정부는 외국으로 나가있는 반체제 인사들을 자국으로 송환하기 위하여 자국 내에 거주하는 가족들을 포로로 잡아 협박하는 경우가 많다고 알려진다.

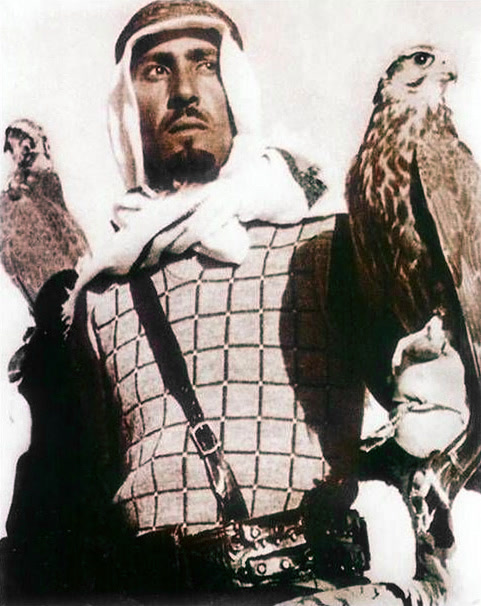
매사냥을 즐기고 있는 압둘라 국왕

### 예술
1970년대까지만 해도 영화관들은 와하비즘의 교리와 어긋남에도 불구하고 왕국 곳곳에 성업하고 있었다. 그러나 1980년대의 이슬람 근본주의의 바람이 불어닥치고, 1979년에 이슬람 극단주의자들이 메카의 대모스크를 점거할 정도로 그 정도가 심해지자 정부에서는 이슬람 극단주의자들의 분노를 잠재우기 위하여 모든 극장과 영화관들을 폐업시켰다. 다만 2005년에 압둘라 국왕이 다시 현대화 정책을 실시하였고, 이에 따라 몇몇 영화관들이 다시 재개장할 수 있었다.
18세기 이래 사우디아라비아 지역을 점거한 와하비즘 교리는 그 엄격한 율법 때문에 예술과 오락 산업의 성장을 정체시켰다. 게다가 이슬람 수니파는 인간의 모습을 그리는 것을 율법적으로 금지하고 대신 기하학적인 문양, 식물, 추상적인 무늬 등만 그릴 수 있게 허락하였는데, 이때문에도 많이 예술과 미술계가 정체된 모습을 보이고 있다. 다만 20세기에 서구와의 접촉이 점차 늘어나며 주택, 가구, 의복 등 여러 서구식 문화들이 아라비아 지방으로 들어왔다. 아라비아 지방에서 음악과 춤은 매우 삶과 밀접한 연관을 맺고 있는데, 전통 음악들은 주로 시와 짝을 짓고 있으며 함께 불리는 경우가 많다. 악기에는 라바바와 같이 줄을 튕겨 소리를 내는 것 등이 있고, 그 외에도 드럼과 같은 투블, 탬버린과 비슷한 타르 등이 있다. 가장 대중적인 춤들 중 하나는 '아르다'라고 불리는, 부부가 함께 추는 춤인데, 보통 남자들은 칼이나 총을 차고 춤을 추며, 드럼과 탬버린의 리듬에 맞추어 음악과 춤을 즐기는 것이다. 종교적인 율법에도 불구하고 아직까지도 매우 큰 인기를 끌고 있다.
검열도 사우디아라비아에서는 매우 엄격하여 문학의 발달을 늦추었다. 몇몇 사우디아라비아의 소설가나 시인들이 아랍 세계에서 두각을 드러내며 뛰어난 문학 작품들을 창작하기도 하였으나, 정작 자신의 조국에서는 오히려 이들을 적대적으로 대하는 경우가 많다. 2016년에 사우디아라비아 대중문화위원회는 사우디의 문화를 세계로 전파하겠다는 야심찬 계획을 세웠고, 그 다음해에 리야드에서 25년 만의 첫 콘서트가 열렸다. 그외에도 이같은 변화에 힘입어 레슬링 경기, 몬스터 트럭 경기, 코미디쇼 등이 새롭게 만들어졌다. 2018년에는 35년만에 첫 대중 영화관이 개방되었으며, 2030년까지 이를 2,000여 개까지 늘릴 계획을 세우고 있다. 사우디아라비아 정부도 점차 예술을 진흥시키기 위하여 칸 영화제, 베네치아 영화제 등에 작품들을 출품하고 있는데, 리야드에서는 1만 명이 넘는 사람들이 넘는 영화 시사회를 개최하기까지 하였다. 이처럼 정부 차원에서 서양식 음악과 콘서트들을 점차 풀어주는 듯한 모습을 보이자, 머라이어 캐리, 숀 폴, 에이콘 등이 사우디아라비아에서 공연을 열었다.

### 스포츠
사우디아라비아에서는 축구가 가장 인기가 많다. 사우디아라비아 축구 국가대표팀은 아시아에서 가장 강력한 팀들 가운데 하나이며, 6번이나 AFC 결승전까지 진출하였으나 그중 3번이나 승리를 거두었다. 또한 월드컵에도 1994년에서도 두각을 발휘하였는데, 1994년 피파 월드컵에서 사우디아라비아는 벨기에와 모로코 등을 꺾었으나 16강전에서 스웨덴에게 패배하였다. 1992년 사우디아라비아에서 개최된 킹 파흐드컵에서 결승전까지 진출하기도 하였으나, 다만 전통적인 축구 강국인 아르헨티나에게 1-3으로 패배하였다. 그 외에도 스쿠버다이빙, 윈드서핑, 농구 등이 사우디아라비아에서 유명한데, 1999년에 농구 국가대표팀이 아시안 챔피언십에서 동메달을 획득하기도 하였다. 전통적인 스포츠 경기인 낙타 경주와 경마도 매우 인기가 많다. 리야드에 있는 경기장에는 주로 겨울에 경기를 개최한다. 특히 낙타 경주는 1974년부터 왕실 주도로 시작되었는데, 전역에서 이 경기에 참가하기 위하여 선수와 낙타들이 올라온다. 그 외에도 매사냥과 같은 전통적 스포츠들이 여전히 인기가 있다.
여성 스포츠는 보수적인 이슬람 세력들로 인하여 남성 스포츠에 비하여 훨씬 뒤떨어져 있다. 다만 최근들어서는 이같은 규제들이 훨씬 완화되고 있으나, 2018년까지 여성들은 경기장 출입도 금지되었다. 최근들어서는 출입이 허가되었으나 여전히 좌석이 남성들과 분리되어 있고, 주요 도시의 3개 경기장에만 여성의 출입이 가능하다. 사우디아라비아에서는 현대화 정책의 일환으로 수많은 새로운 종목의 스포츠들을 국내에 유치하거나 스포츠 스타들을 영입해 공연을 펼치도록 하는데, 이러한 정책은 '스포츠워싱', 즉 예멘 내전 간섭과 인권 탄압으로 악화된 국가 이미지를 스포츠를 이용하여 만회하려는 의도가 있다는 비판을 받고 있다.

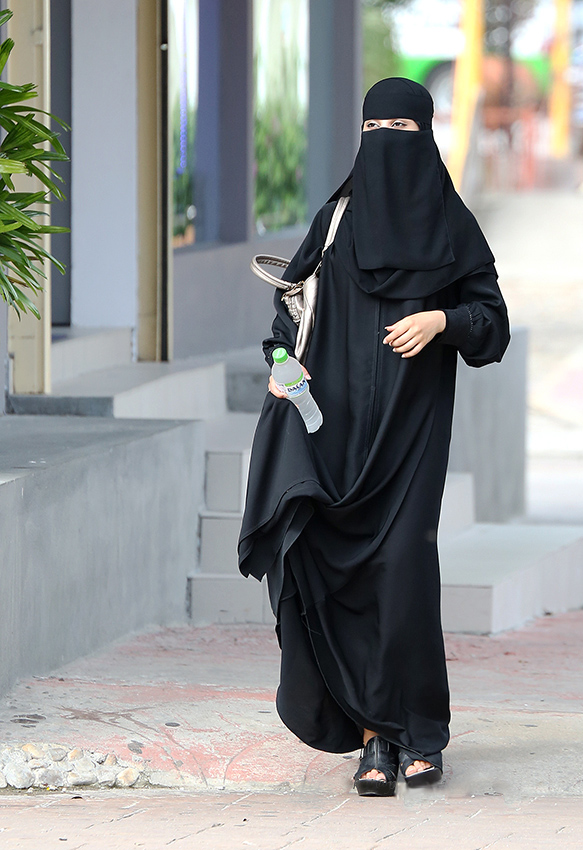
사우디아라비아의 여인

### 여성
사우디아라비아의 여성은 남성과 동등하게 대우받지 못한다. 미국 국무부는 사우디아라비아 정부 차원의 여성 차별이 매우 심각한 문제라고 판정하였으며 정부의 정책들로 인하여 여성들이 제대로 된 참정권을 가지고 있지 못하다고 평가하였다. 2010년에 조사된 성격차지수에서, 사우디아라비아는 전체 134개국 가운데에 129위를 차지하며 최하위에 가까운 성평등 지수를 보여주었다. 게다가 여성을 상대로 한 범죄행위도 처벌할 수 있는 법도 미비하다.
사우디아라비아의 법에 의하면, 모든 여성들은 최소한 1명의 남성을 '보호자'로 삼고 있어야한다. 2010년대 들어선 지금에도 여성들은 이 보호자들의 허가가 있어야만 여행, 공부, 일을 할 수 있었다. 다만 2017년 5월에 왕실 칙령에서 교육이나 복지와 같은 기본적인 공립 서비스들을 남성 보호자들의 허가 없이도 여성들이 받을 수 있게 하는 내용의 법안이 반포되었다. 다만 이마저도 샤리아법을 위반하지 않는 범위 내에서만 이루어질 수 있다. 여성들은 법정에서도 남자들과 동등한 대우를 받지 못하는데, 사우디 가족법에 따라 '여성 2명의 증언은 남성 1명의 증언과 같다'라고 여겨지기 때문이다. 일부다처제도 법적으로 허가되며, 여성은 그 어떠한 법적 보호 조치도 없이 '탈라크' 제도라고 하여 남성에게 일방적으로 이혼당할 수 있다. 여성은 반면 마음대로 이혼하는 것이 불가능하며, 오직 남성과 합의가 이루어졌을 때만, 혹은 남성이 신체적으로 심각한 상해를 입혔을 때, 그 것도 법률상으로만 이혼이 가능하다. 다만 이슬람의 경전인 쿠란이 여성에게 일정한 재산은 반드시 남겨주라고 기록을 해놓았기에, 여성들은 그나마 남성 상속자가 받는 것의 절반 정도는 물려받을 수 있다.
여성이 처음으로 결혼하는 나이는 25세로 매우 젊은 축에 속하나, 다만 조혼 풍습은 이루어지지 않는다. 2015년에 여성은 대학 졸업자의 51%를 차지하였으나, 실제로 일자리에 종사하고 있는 고용자 비율에는 13%밖에 차지하지 못하였다. 게다가 여성을 대상으로 한 교육들 조차 제대로 이루어지지 않아 여성 문해율은 81%로, 남성의 문해율보다 훨씬 낮다. 2018년까지 여성들은 마음대로 운전을 하거나 집 밖으로 나가는 것도 엄금되었다. 2014년에는 사우디아라비아 교육부에서 공식적으로 의회에 '샤리아법에 어긋나지 않는 스포츠에 한하여' 여학생들에게 걸려있는 외부활동 금지 조치를 일부 풀어달라고 요청하였으나, 다만 여전히 성차별적인 태도는 유지하고 있으며 남녀간에 합반은 꿈도 꿀수 없을 정도로 엄격하게 유지되고 있다. 사우디아라비아에서는 '무타와'라 불리는 종교 경찰들이 존재하는데, 이들은 공공적으로 여성들의 인권과 권리를 매우 심각하게 탄압하는 사회적인 병폐에 속한다. 이들은 주로 식당에서 여성들에게 지정된 자리에 앉으라고 강요하거나, 히잡 바깥으로 머리카락이 흘러나오지 않게 강압하는 등 따위의 제재를 공개적으로 가한다.
이후 서구 사회의 비판과 국제적인 압력으로 인하여 주식시장의 책임자에 처음으로 여성을 임명하거나 히잡 등 이슬람식 복장에 대한 규제를 정말 일부 완화하고는 있으나, 사우디아라비아의 여성 인권 문제는 현재도 매우 심각한 수준이다.

## 역대 국왕
- 압둘아지즈 알 사우드 (1932 - 1953)
- 사우드 빈 압둘아지즈 알 사우드 (1953 - 1964)
- 파이살 빈 압둘아지즈 알 사우드 (1964 - 1975)
- 칼리드 빈 압둘아지즈 알 사우드 (1975 - 1982)
- 파흐드 빈 압둘아지즈 알 사우드 (1982 - 2005)
- 압둘라 빈 압둘아지즈 알 사우드 (2005 - 2015)
- 살만 빈 압둘아지즈 알 사우드 (2015 - 현재)

## 참고 문헌
- 문준조, 〈중동 주요 국가의 외국인 투자관련법〉, 부산외국어대학교 비교법연구소, 《비교법학》 (2007년 제18호) 63~66쪽. : 사우디아라비아의 외국인 투자 관련 법제 소개.